# 9·11 테러의 사상자
- 왼쪽 위부터 오른쪽 방향으로) 유나이티드 항공 175편이 남쪽 타워를 강타하는 모습
- 세계 무역 센터 부지의 구조 대원
- 펜타곤의 붕괴된 부분
- 유나이티드 항공 93편의 동체 파편
- 9·11 추모관 연못과 원 월드 트레이드 센터

9·11 테러는 인류 역사상 가장 사망자가 많은 테러로, 살해 후 자살을 감행한 하이재커 19명과 희생자 2,977명을 포함해 2,996명의 사망자가 나왔다. 수천명의 부상자가 발생했으며, 테러 여파로 장기적인 건강 문제가 발생했다. 뉴욕시는 로어맨해튼의 세계 무역 센터 단지에 있는 트윈 타워가 공격을 받아 가장 큰 인명 피해를 입었으며, 북쪽 타워에서 약 1,700명, 남쪽 타워에서 약 1,000명의 희생자가 발생했다. 버지니아주 알링턴군 남서쪽으로 약 360 km 떨어진 펜타곤에서 125명이 사망했다. 나머지 265명의 사망자는 아메리칸 항공 11편 테러 사건의 승객 및 승무원 92명, 유나이티드 항공 175편 테러 사건의 탑승자 65명, 아메리칸 항공 77편 테러 사건의 탑승자 64명, 유나이티드 항공 93편 테러 사건의 탑승자 44명이 포함된다. 세계 무역 센터 북쪽 타워에 대한 공격만으로 9·11 테러는 인류 역사상 가장 사망자가 많은 테러로 기록되었다.
사망자 대부분은 민간인이었지만 그 외에도 뉴욕 소방청 및 뉴욕 소방 순찰대원 343명, 세계 무역 센터 및 뉴욕시 지상에서 사망한 법 집행관 71명, 버지니아주 알링턴군의 펜타곤에서 사망한 군인 55명, 펜실베이니아주 섕크스빌 근처 들판에 유나이티드 항공 93편이 추락했을 때 사망한 미국 어류 및 야생동물 관리국 소속 경찰관 1명, 4대의 항공기에 탑승하여 사망한 테러리스트 19명도 있다. 최소 102개국이 이 공격으로 자국민을 잃었다.
초기에는 세계 무역 센터 부지에서 총 2,603명의 희생자가 사망한 것으로 확인되었다. 2007년에는 뉴욕시 검시관 사무실은 부지에서 발생한 먼지 노출로 인한 질병으로 사망한 사람을 공식 사망자 수에 추가하기 시작했다. 최초의 질병 사망자는 2002년 2월에 사망한 여성이다. 2009년 9월엔 사무실이 2008년 10월에 질병으로 사망한 남성을 사망자로 추가했고, 2011년에는 2010년 12월에 질병으로 사망한 남성을 추가하여, 세계 무역 센터 부지의 희생자 수는 2,606명으로 증가했고, 9/11 총 사망자 수는 2,996명이 되었다.
2013년 8월 기준 의료계는 테러 당시 로어맨해튼에서 일하거나 살거나 공부하던 1,140명이 "그라운드 제로"의 독소에 노출된 결과 암 진단을 받았다고 결론지었다. 2014년 9월에는 테러 후 며칠에서 몇 달 동안 현장에 출동했던 1,400명 이상의 구조대원이 사망했다고 보고되었다. 9/11 테러로 최소 10명의 임산부가 사망해 같이 있던 태아도 사망했다. 연방수사국과 뉴욕시 정부도 2001년 범죄 통계에 9/11 테러의 사상자를 공식적으로 기록하지 않았는데, 연방수사국은 면책 조항에서 "사망자 수가 너무 많아서 전통적인 범죄 통계와 이를 합치면 프로그램 분석의 모든 유형의 측정값을 거짓으로 왜곡하는 이상치 효과가 발생하기 때문"이라고 말했다.

## 대피
당시 미국 내 대부분의 고층 건물은 1993년 세계 무역 센터 폭탄 테러 이후에도 위기 상황에서 모든 인원의 완전한 대피를 가정하고 설계되지 않았다. 또한 고층 건물의 화재 안전 절차상, 화재가 발생한 층 근처에 있지 않는 한 보통은 사무실에 머무르도록 지시하는 것이 일반적이었다. 그러나 1993년 테러 당시 타워 내 인원 전부를 대피시키는 데 10시간이 걸린 후, 건물과 대피 계획에 여러 가지 추가 사항이 적용되었다. 통신 개선을 위해 타워에 무선 중계기가 설치되었고, 배터리 구동 비상등이 설치되었으며, 화재 대피 훈련이 실시되었다. 1993년과 2001년 두 번의 테러에서 대피했던 사람들은 2001년 테러 당시 더 잘 준비되어 있었다고 말했다. 1993년과 2001년 모두 대피했던 최소 두 명은 1993년 이후 혹시 모를 대피에 대비하여 손전등이나 비상 대비 가방과 같은 물품을 가져왔다고 나중에 보고했다.
110층짜리 두 타워 모두 중앙 코어에 3개의 계단이 있었다. 엘리베이터 및 환기 장비가 있는 유지보수 층(유나이티드 항공 175편이 남쪽 타워를 강타한 일부 층 포함)에서는 북쪽 및 남쪽 계단이 무거운 장비를 우회하는 복도로 이어졌다. A, B, C로 명명된 3개의 계단은 건물 높이만큼 높았으며, 2개는 너비가 110 cm이고 나머지 1개는 너비가 140 cm였다. 북쪽 타워의 계단은 약 21 m 떨어져 있었고, 남쪽 타워의 계단은 61 m 떨어져 있었다.

세계 무역 센터에 대한 테러를 보여주는 지도. 비행기는 축척에 맞춰 그려지지 않았다

테러 직후 언론 보도는 수만 명이 사망했을 수도 있다고 언급했다. 그날 아침 쌍둥이 빌딩에 있던 사람들의 수는 14,000명에서 19,000명 사이로 추정된다. 미국 국립표준기술연구소는 테러 당시 세계 무역 센터 단지에 약 17,400명의 민간인이 있었다고 판단했다. 항만공사의 회전식 개찰구 통계에 따르면 오전 10시 30분까지 트윈 타워에 통상적으로 있던 사람들의 수는 14,154명이었다.
트윈 타워에서 사망한 대부분의 사람은 비행기 충돌로 갇힌 층에 있었다. 그러나 타워가 충돌했을 때 해당 층에 정확히 몇 명의 사람이 있었는지는 알 수 없다. 이용 가능한 데이터에 따르면, 아메리칸 항공 11편 테러 사건이 오전 8시 46분에 고층 빌딩에 충돌했을 때 북쪽 타워 92~110층에 1,344명에서 1,426명 사이의 사람들이 있었으며, 이들 중 아무도 생존하지 못했다. 유나이티드 항공 175편 테러 사건이 오전 9시 3분에 남쪽 타워를 강타했을 때 77~110층에는 약 599명에서 690명 사이의 사람들이 있었으며, 이들 중 18명만이 생존했다.
2008년 연구원들이 271명의 생존자를 인터뷰한 결과, 약 8.6%만이 경보가 울리자마자 도피했고 약 91.4%는 더 많은 정보를 기다리거나 적어도 한 가지 추가 작업(소지품 수집/가족에게 전화)을 수행하기 위해 남아 있었다. 또한 인터뷰에서는 대피하던 사람들의 82%가 계단 혼잡, 휴식, 또는 환경 조건(연기/잔해/화재/물)으로 인해 한 번 이상 멈췄다는 사실이 밝혀졌다. 세계 무역 센터 대피의 또 다른 방해 요인은 비행기가 충돌할 때 충격의 힘으로 건물이 움직여 프레임에 문이 끼고 벽판이 부서져 계단이 막혔다는 점이다. 이 때문에 건물 전체, 특히 충격 지점에 가까운 층에서 수십 명이 갇혔다. 통신 문제 또한 내부 인원의 대피를 방해했는데, 한 생존자는 남쪽 타워에서 911에 여러 번 전화했지만 두 번이나 대기 상태에 놓였다고 회상했다. 911 교환원은 무슨 일이 일어나고 있는지 인식이 부족했고 너무 많은 전화에 압도되어 때로는 잘못된 정보를 반복해 전달하기도 했다. 통신 문제는 초기 대응자가 서로 다른 무선 채널을 사용하여 통신하고, 주파수가 과부하되거나, 비번임에도 무전기 없이 출동했을 때도 발생했다.

### 북쪽 타워
아메리칸 항공 11편이 충돌한 직후, 항만공사는 북쪽 타워의 완전 대피 명령을 내렸지만, 92층 아래에 있는 사람만이 이 명령을 따를 수 있었다. 그럼에도 불구하고 내려갈 수 있었던 약 8,000명은 끔찍한 상황에 직면했다. 두 타워 모두 대규모 대피를 용이하게 하도록 설계되지 않았으며, 각 타워에는 지상으로 내려가는 3개의 계단만 있었다. 91층보다 높은 곳에 있던 사람들은 탈출이 불가능했으며, 첫 번째 비행기가 충돌한 후 한 희생자는 911에 106층에서는 계단에 접근할 수 없다고 전했다. 공격 후 수행된 컴퓨터 모델링 연구에 따르면, 8,239명의 사람들이 타워에 대피하는 데 약 1시간 27분 ± 2분이 걸릴 것으로 예상되었다. 모델링은 또한 만약 계단 B가 건물 전체에 걸쳐 온전하게 유지되었다면 예상되는 생존자 1,049명 모두가 총 시간에 2분을 추가하여 피난할 수 있었을 것이라고 제시했다. 항만공사 직원으로 구성된 팀(건축 관리자 프랭크 드 마티니, 건축 검사관 파블로 오르티스, 엔지니어 막 한나, 환경 코디네이터 피트 네그론, 보조 총지배인 카를로스 S. 다 코스타)이 88층부터 90층까지 최소 77명을 구출했다. 비행기 추락 몇 분 후, 긴급 구조대원이 세계 무역 센터에 도착하여 북쪽 타워의 피난을 돕기 위한 팀을 조직하기 시작했다.

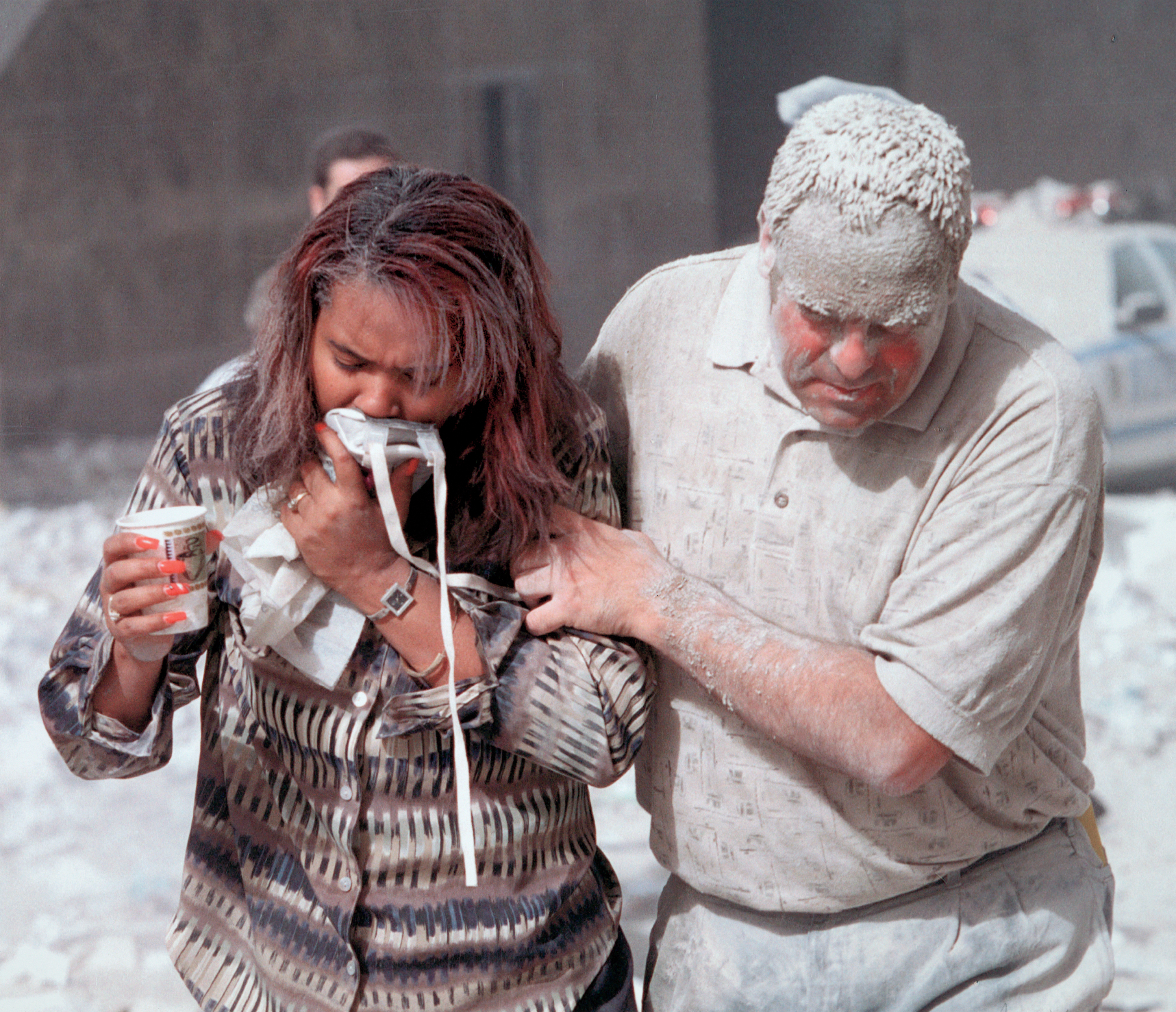
타워 붕괴 후 먼지로 뒤덮인 두 명의 생존자

많은 사람들이 스스로 계단을 통해 피난하기 시작했고, 다른 사람들은 뉴욕 뉴저지 항만공사의 지시를 기다리기로 결정했다. 대피를 선택한 다른 사람들은 자신들과 연락이 닿았던 사랑하는 사람의 압력으로 행동을 취하기도 했다. 북쪽 타워에서 계단을 내려오던 대피자들은 세계 무역 센터 단지 아래에 쇼핑몰이 있던 상업 공간 층으로 내려가라는 지시를 받았다. 재난에서 살아남은 야외 계단인 "생존자의 계단"과 탈출 경로를 알고 있던 여러 세계 무역 센터 직원 덕분에 다른 사람들도 탈출할 수 있었다. 한 생존자는 "11층과 9층 사이에서 우리는 미로 같은 곳을 지나갔다. 광장 층에 도착했을 때 우리는 걷고 있었고 비상등 하나만 켜져 있었다. 물이 우리 종아리까지 차 있었다. 갑자기 목소리가 들렸다. 광부 모자를 쓴 사람을 보았다. 그가 문을 열고 '계속 가세요'라고 말했다."라고 말했다.

### 남쪽 타워

사람들이 자발적으로 남쪽 타워에서 대피하기 시작했지만, 북쪽 타워가 공격받은 지 12분 후까지 즉각적인 전면 대피 명령을 내리지 않은 결정은 언론에서 널리 비판받았다. 9/11 위원회는 이러한 지연이 당시 상황을 고려할 때 논리적이라고 판단했다. 즉, 추가 테러가 진행 중이라는 증거가 없었고, 남쪽 타워 대피자의 혼잡이 유일하게 피해를 입은 것으로 생각되는 북쪽 타워의 구조 및 피난 노력을 방해할 수 있었으며, 북쪽 타워에서 떨어지는 잔해로 인한 여러 대피자의 위험이 있었다.

한편, 남쪽 타워의 약 8,600명 거주자 대부분은 옆 건물에서 심각한 일이 발생했다는 것을 즉시 알았다. 비행기 충돌 소리는 4,000명 이상에게 들렸다. 아메리칸 항공 11편이 북쪽 타워에 충돌하기 직전에 보았던 일부 사람들은 비행기가 자신들의 건물을 강타할 것이라고 생각했고, 충돌 직후의 화염은 북쪽 타워를 향한 수많은 직원에게 목격되었다. 폭발로 인해 남쪽 타워 95층의 창문이 깨졌고, 타워의 북쪽 및 서쪽 외벽은 잔해로 인해 심하게 손상되었다. 남쪽 타워 꼭대기가 남동쪽으로 뿜어져 나오는 짙은 연기에 휩싸이자, 많은 사람들이 건너편 타워에서 불타는 건물에서 필사적으로 뛰어내리는 사무실 직원을 목격했다. 북쪽 타워의 재앙은 남쪽 타워에 있던 많은 사람들에게 물리적으로도 느껴졌다. 남쪽 타워 생존자는 첫 비행기가 쌍둥이 빌딩에 충돌했을 때 자신들의 건물이 흔들리는 것을 느꼈고, 북쪽 타워에서 나오는 연기가 환기구를 통해 남쪽 타워로 스며들기 시작했다고 보고했다. 북쪽 타워에서 타오르던 화재와 같은 높이에 있던 사람들은 자신들의 층으로 극심한 열기가 방사되는 것을 느낄 수 있었다. 언론 보도, 전화 통화, 입소문은 다른 사람들에게도 상황의 심각성을 빠르게 알렸다. 절반은 개인적으로 생명이 위험하다고 믿었다.
북쪽 타워에서 일어난 일 때문에 남쪽 타워에 있던 많은 사람들은 예방 조치로 대피를 선택했다. 그러나 이 과정의 주요 장애물은 아메리칸 항공 11편과 유나이티드 항공 175편의 충돌 사이에 17분 동안 테러 공격이 전개되고 있다는 사실이 아직 확인되지 않았다는 점이었다. 대부분의 초기 가정은 첫 번째 추락이 단순한 사고였다는 것이었고, 의도적인 공격이라고 의심한 사람들도 비행 방식에 따라 불확실했다. 이러한 이유로 남쪽 타워의 항만공사는 건물 전체에 대한 완전한 대피를 지시하지 않고, 대신 남쪽 타워의 인터폰 시스템과 경비원을 통해 직원들에게 제자리에 머물고 사무실에 있으라고 알리기로 결정했다. 남쪽 타워의 한 배달원은 첫 번째 충돌 후 떠나기로 결정했고, 나가는 길에 인터폰으로 "건물은 안전합니다. 가장 안전한 곳은 내부입니다. 침착하고 떠나지 마십시오."라는 목소리를 들었다고 기자에게 말했다. 메시지를 무시한 다른 사람들은 로비에서 관계자들을 만나 각자의 층으로 돌아가라는 지시를 받았다. 첫 번째 충돌 후 3분 이내에 녹음된 무선 대화에서 남쪽 타워의 책임자는 북쪽 타워의 책임자에게 "소방서 책임자나 다른 사람"의 전면 허가가 있을 때까지 피난 명령을 내리지 않을 것이라고 말했다. 이는 광장 및 콘코스 층의 과밀을 피하기 위함이었는데, 이는 북쪽 타워의 피난 및 구조 작업을 늦출 수 있다고 우려되었기 때문이다.
이러한 발표에도 불구하고 수천 명의 사람들이 남쪽 타워에서 계속해서 빠져나갔다. 77층에서 110층 사이에는 3,500명 이상의 사람들이 있었으며, 여기에는 에이온 보험 직원 최소 1,100명(92층 및 98~105층)과 피듀셔리 트러스트 직원 700명 이상(90층 및 94~97층)이 포함되었다. 두 회사 모두 북쪽 타워의 충격 지점 바로 건너편에 사무실이 있었고, 두 회사 임원은 첫 번째 충격 직후 사무실 피난을 명령하는 것을 주저하지 않았으며, 이로 인해 각 회사 직원의 80% 이상이 남쪽 타워가 공격받기 전에 안전한 곳으로 대피할 수 있었다. 아래층에서는 후지 은행 (79–82층), 유로 브로커스 (84층) 및 CSC (87층)의 사무실도 대피했으며, 후자는 남쪽 타워에서 사상자를 내지 않았다. 에이온 사무실의 피난을 개인적으로 결정한 에릭 아이젠버그와 같은 임원은 직원에게 계단을 통해 78층 스카이 로비로 내려가서 고속 엘리베이터를 타고 지상으로 내려와 건물을 안전하게 떠나라고 지시했다. 오전 8시 46분과 오전 9시 3분 사이 17분 동안 약 2,900명이 남쪽 타워 77층 아래로 내려갔지만, 599명에서 690명은 그렇게 하지 못했다.
오전 8시 57분, FDNY와 NYPD 소속 관계자는 북쪽 타워에서 진행 중인 재앙으로 인해 전체 WTC 단지가 안전하지 않다고 판단하고 남쪽 타워도 대피시키도록 요청했으며, 이 조언이 실행되는 데 추가로 6분이 걸렸다. 오전 9시 2분, 남쪽 타워 직원에게 건물에서 나갈 수 있다는 부드러운 발표가 있었다. 98층 AON 리스크 매니지먼트에서 일하던 희생자 숀 루니는 충돌 직전 아내와 전화 통화를 하고 있었고, 배경음에서 다음과 같은 발표가 들렸다. "여러분, 잠시 주목해 주십시오. 이 메시지를 반복합니다. 상황은 1번 건물에서 발생했습니다. 여러분의 층에서 상황이 필요하다면, 질서 있는 대피를 시작하시는 것이 좋습니다."

### 펜타곤

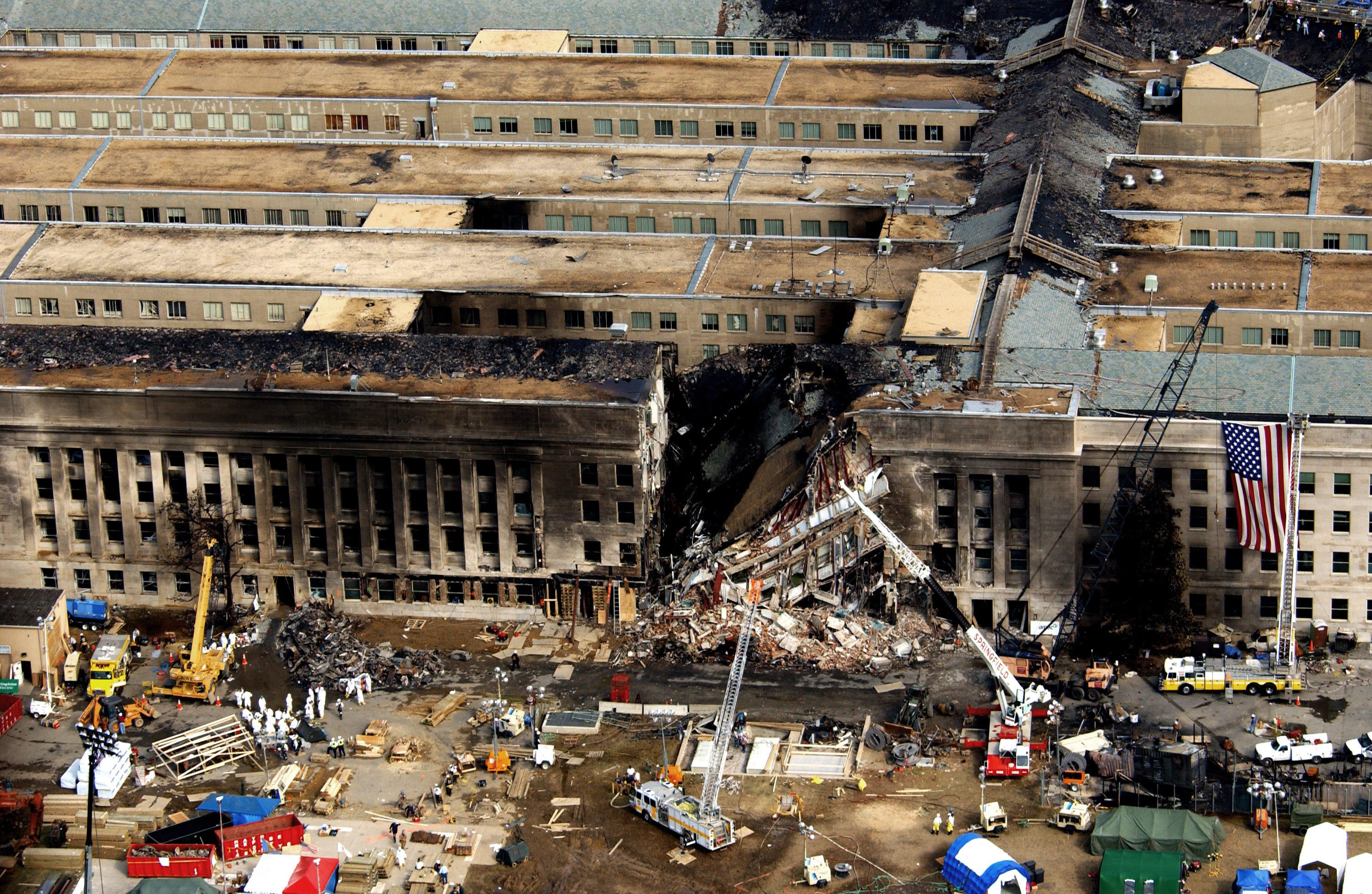
9·11 테러 이후 펜타곤의 항공 사진

펜타곤은 세계 무역 센터가 공격받은 후에 공격받았기 때문에, 그곳에서 일하던 많은 사람들은 테러가 뉴욕시를 넘어 확장될 것이라고 생각하지 않았다. 당시 건물에서 일하던 미디어 관계 전문가는 몇 년 후 동료에게 "지금 이 세상에서 가장 안전한 곳이 이곳이다"라고 말했다고 회상했다. 또 다른 사람은 비행기가 충돌했을 때 아내와 6학년 학급과 전화 통화를 하고 있었는데, 건물 전체가 기초에서 완전히 들어 올려진 것 같다고 말했다. 그는 "폭탄 공격을 당했다, 가봐야 한다"고 말한 후 전화를 끊고 즉시 대피하기 시작했다. 테러 유형에 대한 불확실성으로 인해 많은 사람들이 조심스럽게 대피했으며, 적어도 한 명의 경비원은 대피하는 사람을 총으로 쏘기 위해 기다리는 혹시 모를 총격범을 경고하기도 했다.

### 세계 무역 센터 호텔

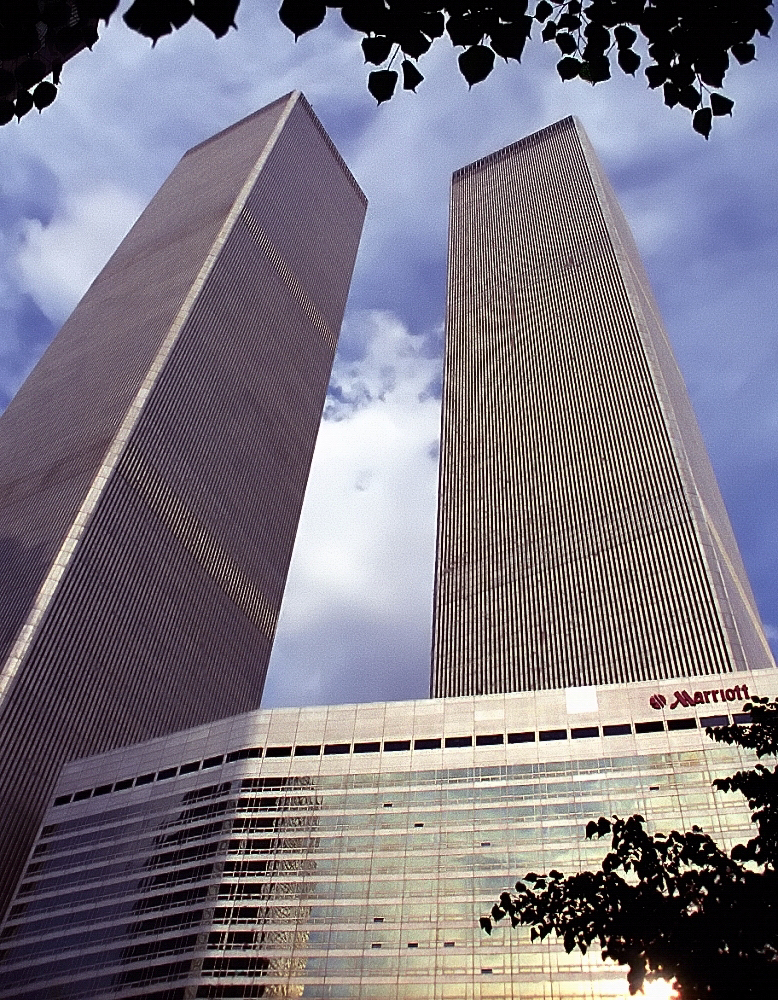
공격 약 4개월 전인 2001년 5월 15일 메리어트 월드 트레이드 센터의 모습

세계 무역 센터 3번 건물은 세계 무역 센터 호텔, 비스타 호텔, 그리고 메리어트 호텔로도 알려져 있었다. 두 개의 큰 타워에서 피난이 진행되는 동안, 이 22층짜리 호텔은 약 1,000명의 피난민을 위한 피난 통로로 사용되었다. 호텔을 통해 대피한 투숙객과 다른 사람들은 호텔 직원의 안내를 받아 호텔 바를 통해 리버티 스트리트로 나갔다. 메리어트와 리버티 스트리트 사이의 문을 지키는 경찰관이 배치되어 있었고, 떨어지는 잔해나 시체에 대한 우려로 인해 주기적으로 줄을 세웠다. 피난 과정을 돕던 구급대원은 공기가 너무 뜨겁고 두꺼워서 숨쉬기 힘들고 시야가 좋지 않았지만, 쓰러져 도움이 필요한 소방관의 패스 장치 경보 소리를 들을 수 있었다고 회상했다.
호텔에 등록된 940명의 투숙객 중 대다수는 비행기 착륙 장치의 일부가 수영장 꼭대기 층에 떨어져 경보가 울리자 대피를 시작했다. 일부는 즉시 그렇게 하지 않았는데, 적어도 한 명의 투숙객은 첫 번째 비행기가 북쪽 타워를 강타했을 때 잠에서 깨어났다가 다시 잠들었고, 남쪽 타워를 강타한 비행기 충돌로 다시 잠에서 깨어났다고 회상했다. 그는 뉴스를 시청하고 샤워를 하고 옷을 입고 소지품을 챙긴 후 남쪽 타워가 붕괴되는 것을 본 후에 피난했다. 많은 투숙객이 메리어트 호텔 구내에서 북쪽 타워에 가해진 피해를 어떤 지점에서도 제대로 볼 수 없었기 때문에 지연이 발생했다.

### 주변 지역

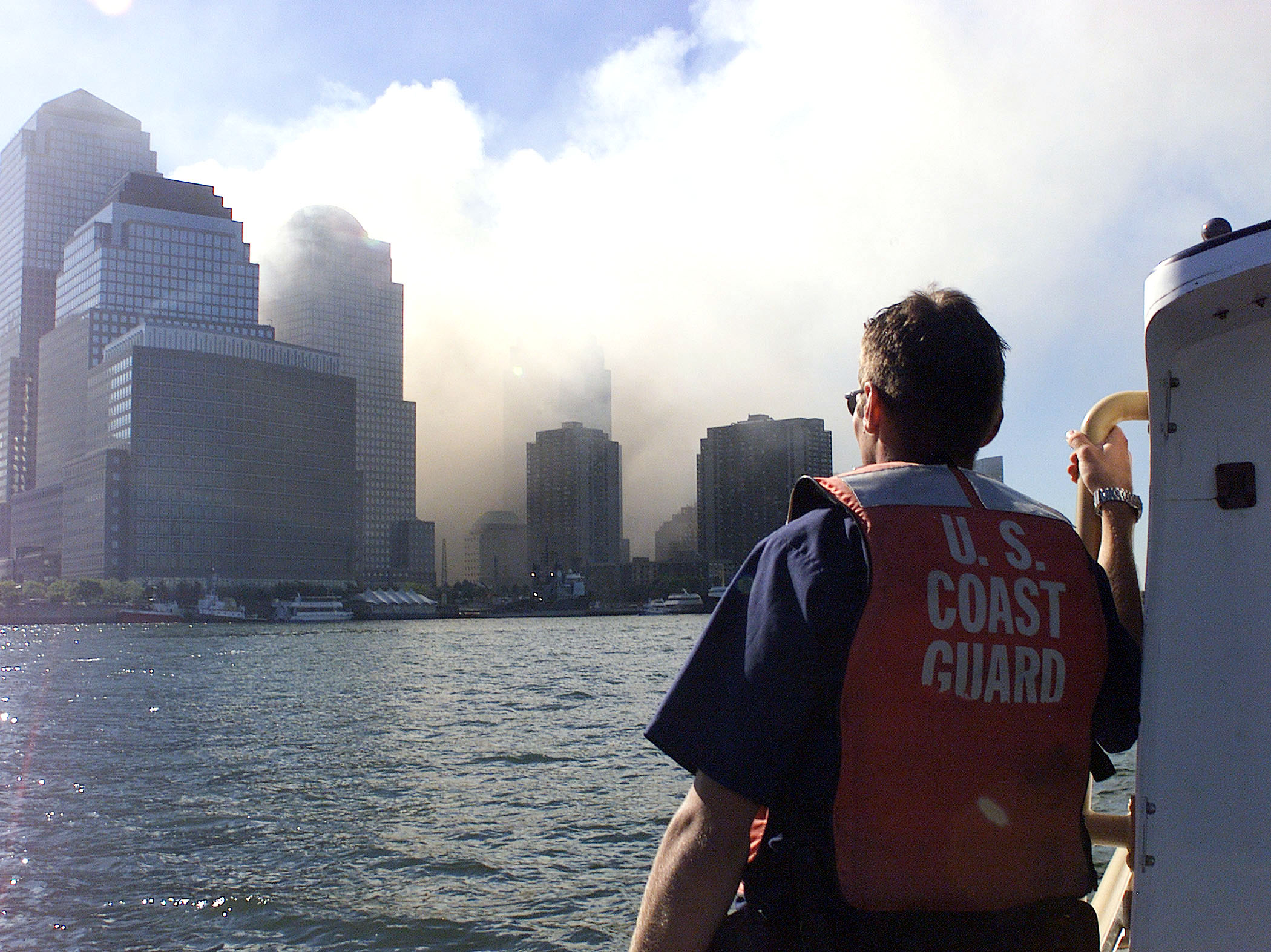
2001년 9월 11일, 미국 해안경비대가 뉴욕항을 순찰하며 세계 무역 센터의 충돌 지점을 주시하고 있다

두 타워가 모두 공격받은 후, 북쪽 타워의 피난 명령은 곧 전체 세계 무역 센터 단지뿐만 아니라 로어맨해튼 및 주변 지역의 대부분 고층 건물로 확대되었다. 북쪽 및 남쪽 타워 직원의 피난은 광장을 지나 콘코스까지 이어졌다. 북쪽 타워 대피자는 지하 쇼핑몰을 통해 복합 단지를 벗어나 처치 스트리트로 나갔다. 남쪽 타워 대피자는 혼잡을 방지하기 위해 다른 곳으로 안내되었다. 그들은 웨스트 스트리트 위에 있는 덮인 육교를 건너 세계 금융 센터 또는 4 세계 무역 센터로 가서 리버티 스트리트로 나갔다. 모든 대피자가 세계 무역 센터와 관련된 것은 아니었으며, 스터이브샌트 고등학교, 맨해튼 자치구 커뮤니티 칼리지 학생들, 관광객, 애완동물과 함께 해당 지역 주민들, 그리고 다른 사람들도 대피 과정에 참여했다.
도시 내 혼잡을 완화하고 피난자 및 민간인을 대피시키기 위해 보트와 페리가 로어맨해튼을 추가로 피난시키는 데 사용되었다. 일부 보트는 미국 해안경비대 소속이었고, 다른 보트는 민간 소유, 회사 소유 또는 주 소유였으며, 독립적으로 또는 해안경비대의 허가를 받은 후 참여했는데 해안경비대는 처음에 선박에게 대기하도록 지시한 다음 모든 이용 가능한 보트의 참여를 요청했다. 한 참여 선박의 승무원은 나중에 마이클 데이 중위가 해안경비대에서 보낸 "모든 가용한 보트... 여기는 미국 해안경비대입니다... 로어맨해튼 피난을 돕고자 하는 모든 분들은 거버너스 아일랜드로 보고하십시오."라는 전화를 회상했다. 총 수로를 통한 로어맨해튼 피난은 낮 동안 약 50만 명을 이동시켰다.

### 장애인
공격 당일 세계 무역 센터에는 여러 명의 장애인이 있었다. 1993년 테러 이후 많은 사람들이 구조대원을 기다리라는 지시를 받았고 일부는 9시간까지 기다렸기 때문에, 수정된 대피 계획이 마련되어 있었다. 사지마비 환자인 존 애브루초와 티나 한센 같은 사람들은 대피할 수 있었다. 애브루초는 동료들이 피난 의자에 태워 69층에서 내려왔고, 지상에 도착하는 데 약 90분이 걸렸다고 말했다. 의자는 1993년 폭탄 테러 이후 구입한 약 125개 중 일부였지만, 훈련 및 의사소통 수준은 다양했다. 태어날 때부터 앞을 볼 수 없었던 마이클 힝슨과 같은 다른 사람은 안내견 로젤의 도움을 받아 북쪽 타워 78층에서 대피할 수 있었다.

## 생존자

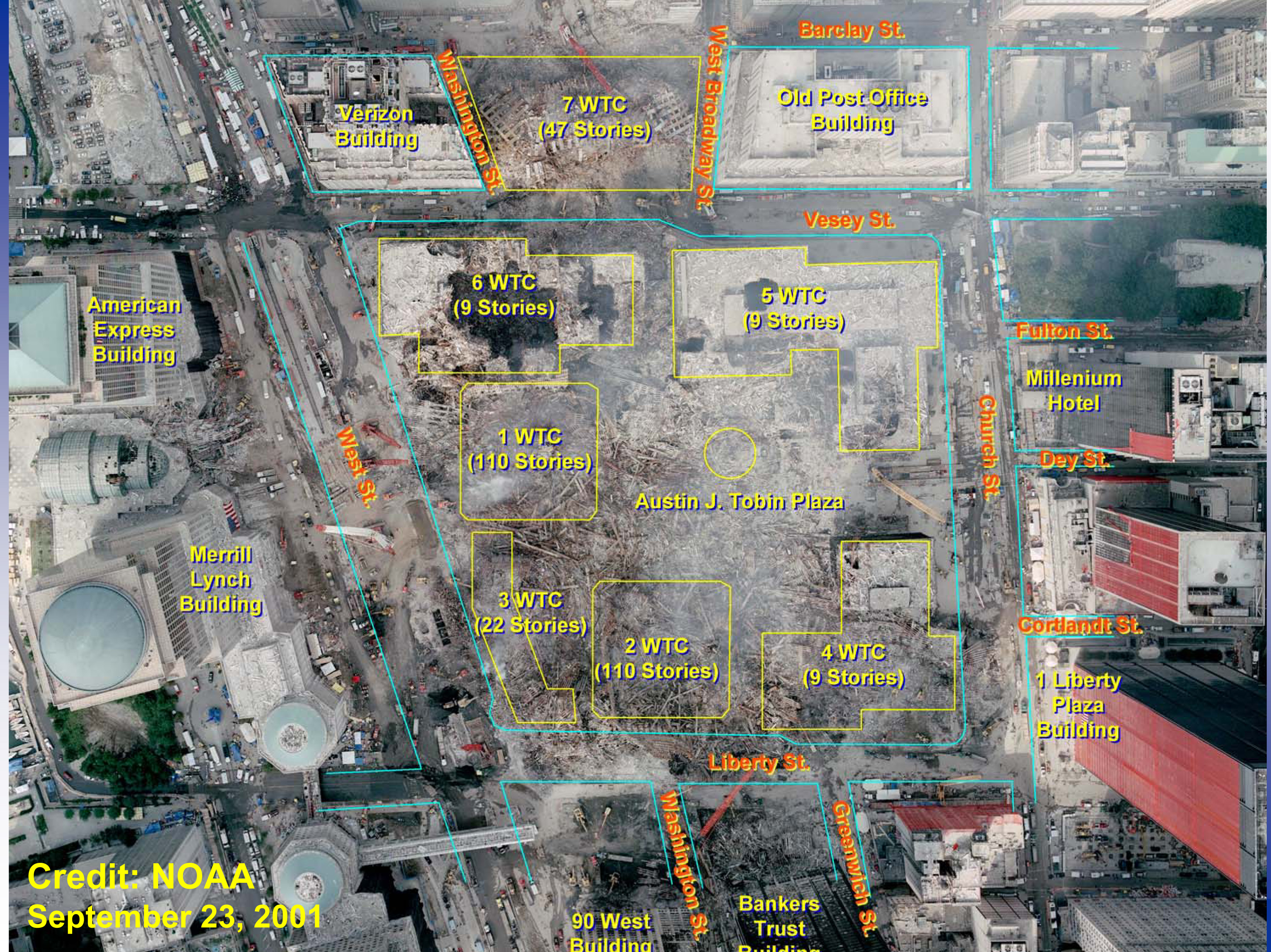
세계 무역 센터 부지 (그라운드 제로)에 원본 건물의 위치를 보여주는 오버레이가 있는 모습

북쪽 타워의 충돌 지점이나 그 위, 또는 바로 아래에서는 아무도 생존하지 못했다. 건물 내에서 생존자가 있었던 가장 높은 층은 91층이다. 22층 또는 그 아래의 중앙 계단에 있던 약 15명은 WTC 1의 붕괴에서 살아남아 잔해에서 탈출하거나 구조되었다.
오전 9시 3분, 유나이티드 항공 175편 테러 사건이 남쪽 타워를 강타한 후, 남쪽 타워의 충돌 지점 또는 그 이상(77층에서 85층)에서 최소 33명이 탈출했으며, 가장 높은 곳은 98층이었다. 충돌 지점에서 탈출한 사람들은 북서쪽 모서리에 있는 계단 A를 사용했는데, 이 계단은 충격 후에도 유일하게 온전하게 남아 있었다. 조사관은 계단 A가 오전 9시 59분에 남쪽 타워가 붕괴될 때까지 통행 가능했다고 믿는다. 911 교환원과 FDNY 및 NYPD 대응자 간의 통신 문제로 인해 대부분은 계단 A가 통행 가능하다는 것을 알지 못했고, 충격 지점 위의 생존자에게 구조 인력이 올 때까지 기다리도록 지시했다. 충돌 지점 및 그 위에서 생존한 사람들의 수는 비교적 적었지만, 9/11 위원회는 충돌 지점에서 내려왔지만 타워가 붕괴되기 전에 완전히 내려오지 못하여 사망한 다른 사람들이 있을 가능성을 언급했다.
|    | 이름                       | 나이 | 층 | 회사                   | 참조          |
| -- | -------------------------- | ---- | -- | ---------------------- | ------------- |
| 1  | 칼 부다키안                | 39   | 77 | 베이스라인 금융 서비스 | [ 77 ]        |
| 2  | 사이먼 첸                  | N/A  | 77 | 베이스라인 금융 서비스 | [ 78 ]        |
| 3  | 오로라 파하르도            | N/A  | 77 | 베이스라인 금융 서비스 | [ 77 ]        |
| 4  | 알프레도 구스만            | N/A  | 77 | 베이스라인 금융 서비스 | [ 78 ]        |
| 5  | 플로렌스 존스              | 40   | 77 | 베이스라인 금융 서비스 | [ 79 ]        |
| 6  | 윌리엄 마추카              | N/A  | 77 | 베이스라인 금융 서비스 | [ 77 ]        |
| 7  | 제임스 마갈롱              | N/A  | 77 | 베이스라인 금융 서비스 | [ 77 ]        |
| 8  | 조티 비야스                | 32   | 77 | 베이스라인 금융 서비스 | [ 80 ]        |
| 9  | 롭 로스만                  | N/A  | 77 | 베이스라인 금융 서비스 | [ 77 ]        |
| 10 | 에릭 톰슨                  | 26   | 77 | 베이스라인 금융 서비스 | [ 81 ]        |
| 11 | 앨런 웅거                  | N/A  | 77 | 베이스라인 금융 서비스 | [ 77 ]        |
| 12 | 조나단 와인버그            | N/A  | 77 | 베이스라인 금융 서비스 | [ 82 ]        |
| 13 | 도노반 코완                | 34   | 78 | 피듀셔리 트러스트      | [ 83 ]        |
| 14 | 키팅 크라운                | 23   | 78 | 에이온                 | [ 84 ]        |
| 15 | 메리 조스                  | 54   | 78 | 뉴욕주 세금 및 재정부  | [ 83 ]        |
| 16 | 에드 니콜스                | 51   | 78 | 에이온                 | [ 83 ]        |
| 17 | 실비온 램선더              | 31   | 78 | 후지 은행              | [ 83 ]        |
| 18 | 켈리 레이어                | 41   | 78 | 에이온                 | [ 83 ]        |
| 19 | 크리스틴 새서              | 29   | 78 | 후지 은행              | [ 83 ]        |
| 20 | 유지니아 "지지" 싱어       | 48   | 78 | 에이온                 | [ 83 ] [ 85 ] |
| 21 | 도나 스페라                | 36   | 78 | 에이온                 | [ 83 ]        |
| 22 | 주디 와인                  | 45   | 78 | 에이온                 | [ 83 ]        |
| 23 | 링 영                      | 49   | 78 | 뉴욕 주 세금 및 재정부 | [ 83 ]        |
| 24 | 펠리페 오요라              | 24   | 81 | 후지 은행              | [ 86 ]        |
| 25 | 스탠리 프라임나트          | 44   | 81 | 후지 은행              | [ 87 ]        |
| 26 | 제이드 바그                | 37   | 82 | 에이온                 | [ 88 ]        |
| 27 | 소피아 캐논                | 18   | 82 | 에이온                 | [ 89 ]        |
| 28 | 줄리 데이비스              | 27   | 83 | 후지 은행              | [ 90 ]        |
| 29 | 브라이언 클라크            | 54   | 84 | 유로브로커스           | [ 87 ]        |
| 30 | 로널드 디프란체스코        | 37   | 84 | 유로브로커스           | [ 87 ]        |
| 31 | 리처드 펀                  | 31   | 84 | 유로브로커스           | [ 87 ]        |
| 32 | 주디스 프란시스-워텐브로치 | 39   | 85 | 에이온                 | [ 91 ]        |
| 33 | 케빈 도리안                | N/A  | 98 | N/A                    | [ 75 ]        |

### 붕괴 이후

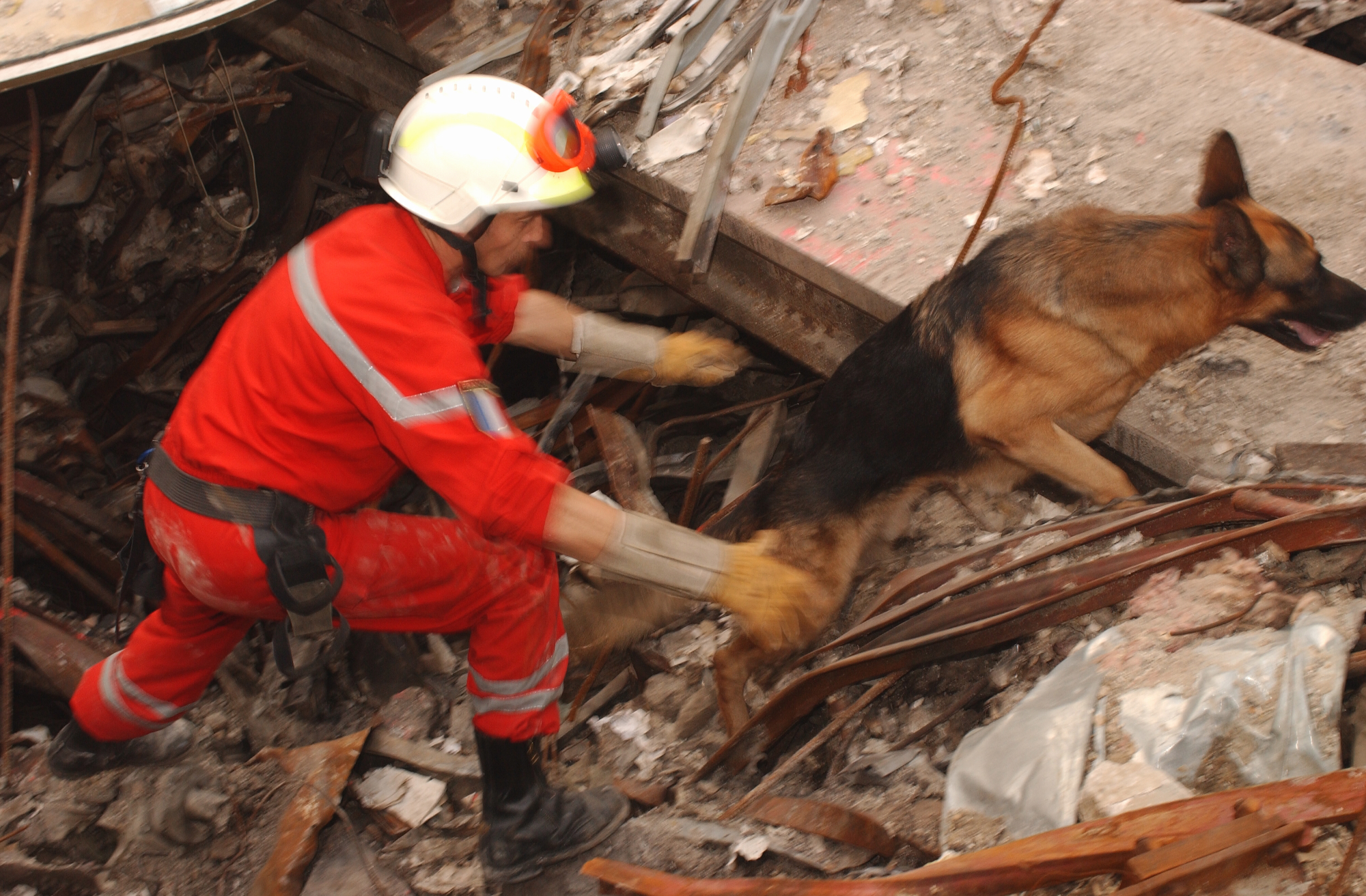
도시 수색 및 구조 태스크포스와 함께 일하는 저먼 셰퍼드 개가 공격 후 세계 무역 센터 현장에서 갇힌 사람들을 찾기 위해 작업하고 있다.

타워가 붕괴된 후, 타워 내부 또는 그 아래에 있던 사람들 중 잔해에서 탈출한 사람은 20명에 불과했으며, 이 중 12명은 소방관이었고 3명은 항만공사 경찰관이다. 붕괴 중인 북쪽 타워 내부에 있던 사람 중 생존하여 구조된 사람은 16명에 불과했으며, 이들은 모두 건물 중앙에 위치한 계단 B를 통해 피난하려던 중이었다. 트윈 타워 사이의 상업 공간 지역에 있던 4명은 생존하여 스스로 탈출하거나 구조되었다. 붕괴 당시 남쪽 타워에 있던 사람은 아무도 생존하지 못했다. WTC 붕괴 잔해에서 구조된 마지막 생존자인 제넬 구즈만-맥밀런은 북쪽 타워 붕괴 후 27시간 만에 잔해에서 발견되었다.
알려지지 않은 수의 여러 사람들이 초기 붕괴에서 살아남았지만, 잔해 깊숙이 에어포켓에 갇혀 제때 구조될 수 없었다. 일부는 잔해를 기어오르거나 잔해에서 생명의 소리를 듣기 위해 파고들어 스스로와 다른 사람들을 잔해에서 구조할 수 있었다.

#### 생존자 지원
2008년 9월 28일 현재, 뉴욕에서 9/11 테러와 관련된 부상 및 질병(호흡기 질환, PTSD 및 우울증과 같은 정신 건강 문제, 위장 질환, 그리고 최소 4,166건의 암 사례)으로 치료받은 경찰관, 소방관, 응급 구조대원, 지역 주민의 총 수는 33,000명이 넘는다. 한 지원 단체에 따르면 "테러로 사망한 경찰관보다 테러와 관련된 질병으로 사망한 경찰관이 더 많다"고 한다.
데일리 쇼 진행자 존 스튜어트 등은 2015년 의회에서 통과된 법안을 추진하여 구조대원을 위한 의료 혜택을 영구적으로 연장하고 희생자 보상 프로그램에 5년을 추가하는 데 성공했다. 스튜어트의 이 문제에 대한 지지는 2019년까지 계속되었다. 그 해 6월, 그는 9·11 테러 희생자 보상 기금으로부터 적절한 의료 혜택을 받지 못한 9/11 테러 최초 대응자를 대변하여 의회에서 증언했다. 증언에서 그는 "아프고 죽어가는 그들(최초 대응자들)은 아무에게도 말할 수 없었다"는 점을 비판하며, 이는 "수치스럽고 ... 이 나라와 이 기관에 대한 오점"이라고 말했다.

## 사망자

### 세계 무역 센터

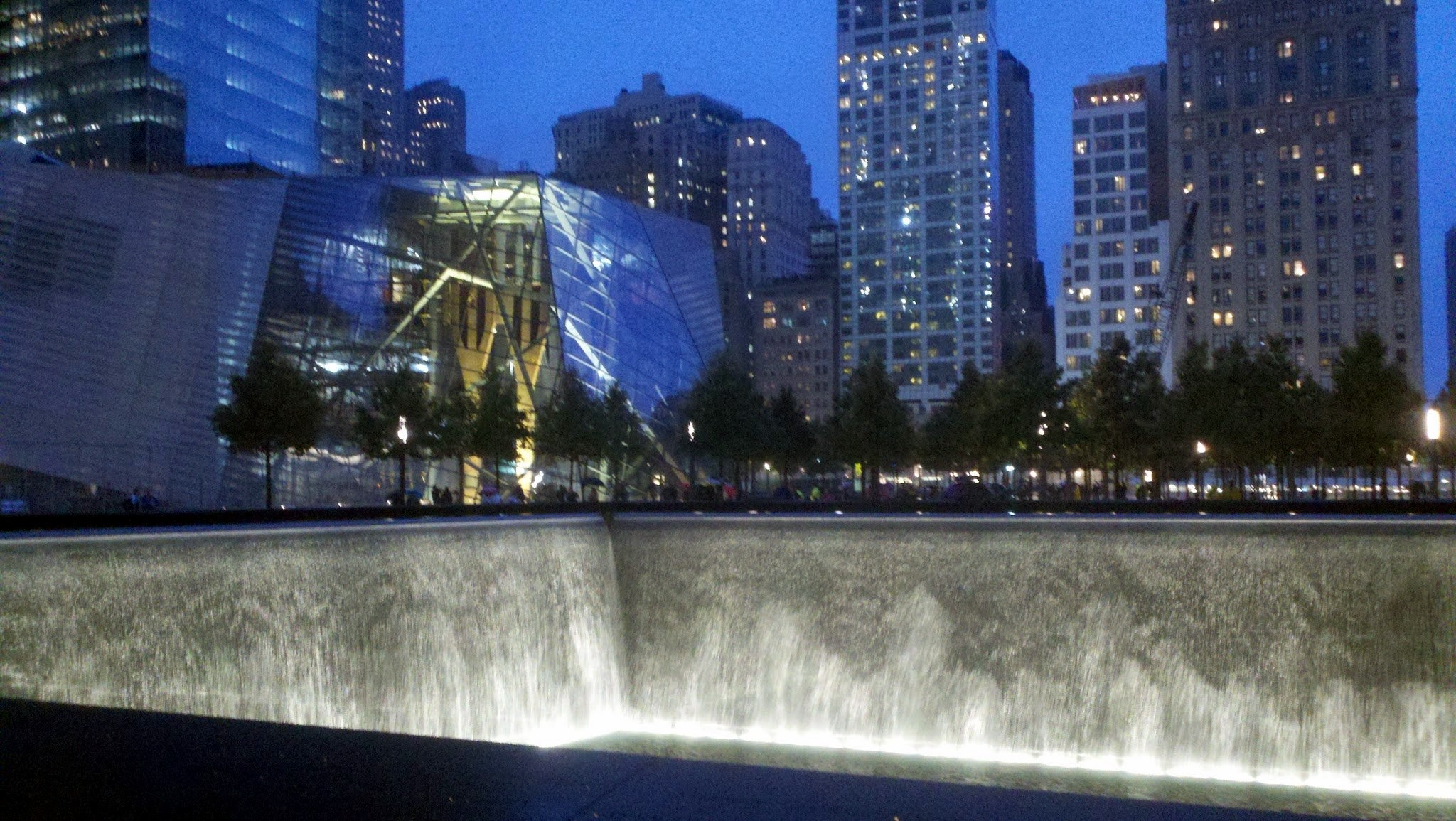
북쪽 타워가 있던 자리에 있는 9·11 추모 분수와 사진 왼쪽에 있는 박물관

세계 무역 센터 및 지상에 있던 총 2,606명이 공격과 그에 따른 타워 붕괴로 사망했다. 여기에는 민간인 2,192명(사립 병원 소속 EMTs 및 구급대원 8명 포함), 뉴욕 소방청 (FDNY) 대원 343명, 뉴욕 경찰국 (NYPD) 소속 23명, 항만공사 경찰국 (PAPD) 소속 37명, 뉴욕 주 조세 집행국 (OTE) 소속 4명, 뉴욕 주 법원 행정처 (OCA) 소속 3명, 법 집행 권한을 가진 뉴욕 소방청 (FDNY) 소속 소방경 1명 (사망한 FDNY 대원 343명 중 1명), 연방수사국 (FBI) 소속 1명, 뉴욕 소방 순찰대 (FPNY) 소속 1명, 미국 비밀경호국 (USSS) 소속 1명을 포함한 법 집행관 71명이 포함되었다. 이 총계에는 항만공사 소속 탐지견인 시리우스도 포함된다.
뉴욕의 사망자 평균 연령은 40세이다. 최연소 희생자는 그로턴 출신의 2세 반 크리스틴 리 한슨으로, 유나이티드 항공 175편에 탑승한 승객이었다. 최고령 희생자는 루벡 출신의 85세 은퇴자 로버트 노턴으로, 아메리칸 항공 11편에 탑승했다. 건물 내에서 최연소는 18세 자원봉사 구급대원 리처드 앨런 펄먼이었고, 최고령은 모건 스탠리의 79세 유지보수 직원 알베르트 조셉이었다. 10명의 임산부와 태아도 이 테러로 사망했다.

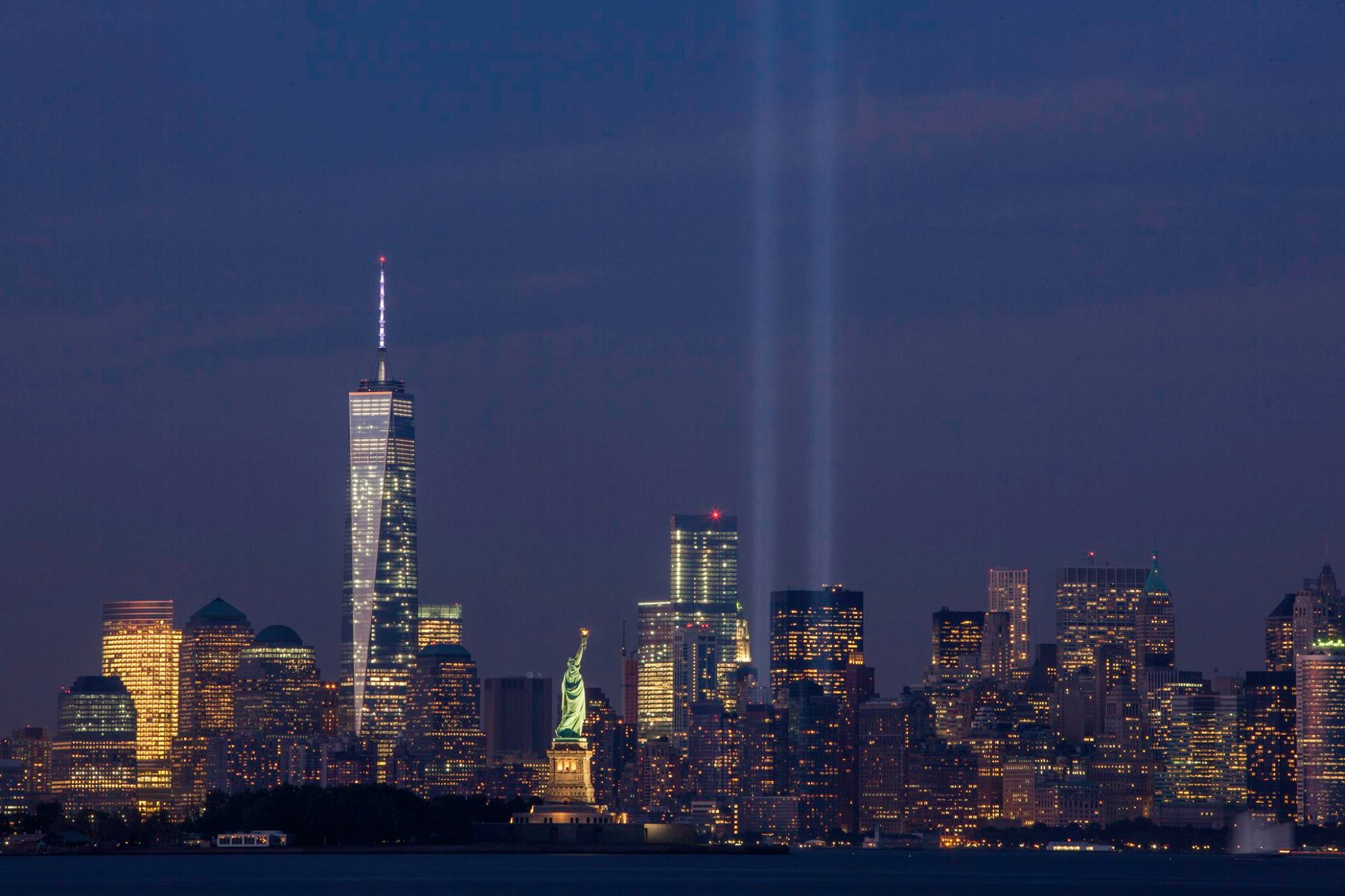
2014년 9월 11일, 공격 13주년 기념 추모의 빛이 베이온에서 보이는 모습. 사진에서 가장 높은 건물은 새로운 원 월드 트레이드 센터이다

다른 희생자로는 보도 사진가 빌 비가트, 배우 키스 A. 글래스코, 가이아나 국가대표 크리켓팀에서 뛰었던 네잠 하피즈, 명예의 전당에 헌액된 라크로스 선수 이몬 매케이니, NBA 농구 선수 댄 트란트가 있다.

#### 북쪽 타워
북쪽 타워에서 사망한 민간인 및 비상 근무자의 정확한 수는 확정적으로 알려져 있지 않지만, 총 1,600명으로 추정된다. 이들 중 1,344명에서 1,426명은 아메리칸 항공 11편이 오전 8시 46분에 93층과 99층 사이에 충돌했을 때 91층 위에 있었다. 충돌 경로에 있거나 이어진 섬광 화재에 노출된 수백 명은 즉사했다. 일부는 수백 미터 아래로 떨어져 사망했는데, 엘리베이터 통로가 불타는 제트 연료를 로비까지 전달하여 폭발했기 때문이다.:73 800명 이상이 초기 충돌에서 살아남았지만 탈출하지 못하고 갇힌 것으로 추정된다. 타워 중앙으로의 충격은 50층 위 중앙 코어의 모든 엘리베이터 통로를 즉시 절단했으며,:74 충돌 지점의 세 계단 모두 통행이 불가능했다. 충돌 지점 바로 아래 첫 번째 층인 92층의 70명도 계단이 파괴되거나 잔해로 막혀 갇혔다. 갇힌 사람들은 연기 흡입, 화재, 건물에서 뛰어내리거나 떨어져 사망했으며, 또는 마지막의 타워 붕괴로 사망했다. 비록 타워 붕괴 후 잔해 속에서 몇몇 사람들이 살아있는 채로 발견되기도 했지만, 이들 중 갇힌 층에서 온 사람은 아무도 없었다. 2006년에도 24명은 여전히 공식적으로 실종자로 등재되었고 2021년 9월 기준 공격 희생자 1,106명의 유해는 아직 신원이 확인되지 않았다.
존 P. 오닐은 연방수사국의 전 보좌관으로, 1993년 세계 무역 센터 폭탄 테러의 폭탄 테러범 람지 유세프를 체포하는 데 도움을 주었고, 그가 북쪽 타워에서 사람들을 구하려다가 사망했을 때 세계 무역 센터의 보안 책임자였다. 닐 데이비드 레빈은 뉴욕 뉴저지 항만공사의 전무이사였으며, 이 기관은 세계 무역 센터 단지를 건설하고 소유한 정부 기관이었다. 그는 북쪽 타워 공격 당시 윈도스 온 더 월드 레스토랑에서 아침 식사를 하고 있었다. 1 세계 무역 센터 101~105층에 위치한 투자 은행인 캔터 피츠제럴드는 다른 어떤 고용주보다 훨씬 많은 658명의 직원을 잃었으며, 46명의 계약직 및 방문객도 잃었다. 마시 Inc.는 캔터 피츠제럴드 바로 아래 93~100층 (아메리칸 항공 11편의 충격 지점)에 있었으며, 295명의 직원과 63명의 컨설턴트를 잃었다. 비즈니스 단체인 리스크 워터스는 당시 윈도스 온 더 월드에서 회의를 개최하고 있었으며, 81명이 참석했다.

#### 남쪽 타워
남쪽 타워에서 사망한 사람들의 정확한 총수는 확인되지 않았지만, 그날 건물에서 약 1,000명의 민간인과 비상 인력이 목숨을 잃은 것으로 추정된다. 미국 국립표준기술연구소 보고서는 이들 중 630명에서 701명이 WTC 직원이었다고 추정하며,:238 11명을 제외하고는 모두 충돌로 갇힌 층에서 사망했다. 만약 남쪽 타워가 먼저 공격받았다면, 유나이티드 항공 175편의 납치는 그날 가장 사망자가 많은 자살 테러로 기록되었을 것이다. 오전 8시 46분에는 77층 이상에 3,500명 이상의 사람들이 있었기 때문이다.:92 두 충돌 사이의 17분 간격은 오전 9시 3분까지 이 수치를 상당히 줄였음을 의미한다.:96 300명 이상이 충돌로 즉사했으며, 이 중 3분의 2는 78층 스카이 로비에서 온 사람들이었다. 남아 있던 사람들은 완전히 갇히지는 않았지만, 거의 모두 사망했다. 남쪽 타워의 사망 원인은 북쪽 타워와 동일했지만, 그 수는 훨씬 적었다. 갇힌 노동자의 행동은 남쪽 타워의 상황이 북쪽 타워보다 상대적으로 더 견딜 만했음을 시사한다. 수백 명의 사람들이 북쪽 타워에서 떨어지거나 뛰어내려 사망했지만, 남쪽 타워에서는 거의 아무도 그렇게 하지 않았다.:86 충격 지점에서 18명이 계단 A를 사용하여 남쪽 타워를 탈출했는데, 이 계단은 타워가 공격받았을 때 위아래로 대부분 온전하고 통행 가능했던 유일한 계단이었다. 충돌 층에서 다른 사람들이 계단 A를 발견했지만, 타워가 붕괴되기 전에 탈출하지 못하고 갇혔을 수도 있다.:239 충돌 지점 아래 77층 미만에서 사망한 직원이 비교적 적은 것은 9/11 위원회가 언급했듯이 충돌 지점 아래에서의 대피가 성공적이었으며, 대부분이 세계 무역 센터 붕괴 전에 안전하게 대피할 수 있었음을 강력히 시사한다.
모건 스탠리 보안 책임자 릭 레스코를라는 건물 내에 남아 있는 사람들을 구출하려다 남쪽 타워 붕괴로 사망했다. 1993년 폭탄 테러 이후, 레스코를라는 납치된 비행기를 미사일로 사용하여 세계 무역 센터를 자살 공격할 것을 예상했다. 그는 아메리칸 항공 11편의 추락이 고의적이라고 강하게 의심했고, 예방 차원에서 남쪽 타워에 있는 모건 스탠리 사무실의 피난을 명령했다. 모건 스탠리는 그날 아침 직원 손실이 거의 없었지만, 이는 비행기 충돌 지점 아래층에 사무실이 위치했기 때문이지, 회사의 선제적 조치 때문은 아니었다. 샌들러 오닐 앤 파트너스(Sandler O'Neill and Partners)의 104층 주식 중개인이자 자원봉사 소방관인 웰스 크로더도 자발적으로 피난을 도우면서 18명이나 되는 사람들을 구했지만 목숨을 잃었다. 유나이티드 항공 11편의 충돌 직후 에이온 사무실의 비우는 결정이 내려졌음에도 불구하고, 이 회사는 남쪽 타워에서 175명의 직원을 잃었으며, 이는 단지에서 세 번째로 높은 사망자 수를 기록했다. 에이온 사무실의 피난을 시작한 임원인 에릭 아이젠버그는 남쪽 타워가 공격받았을 때 76층 위에 있었으며, 사망자 중 한 명이었다.

#### 세계 무역 센터 호텔

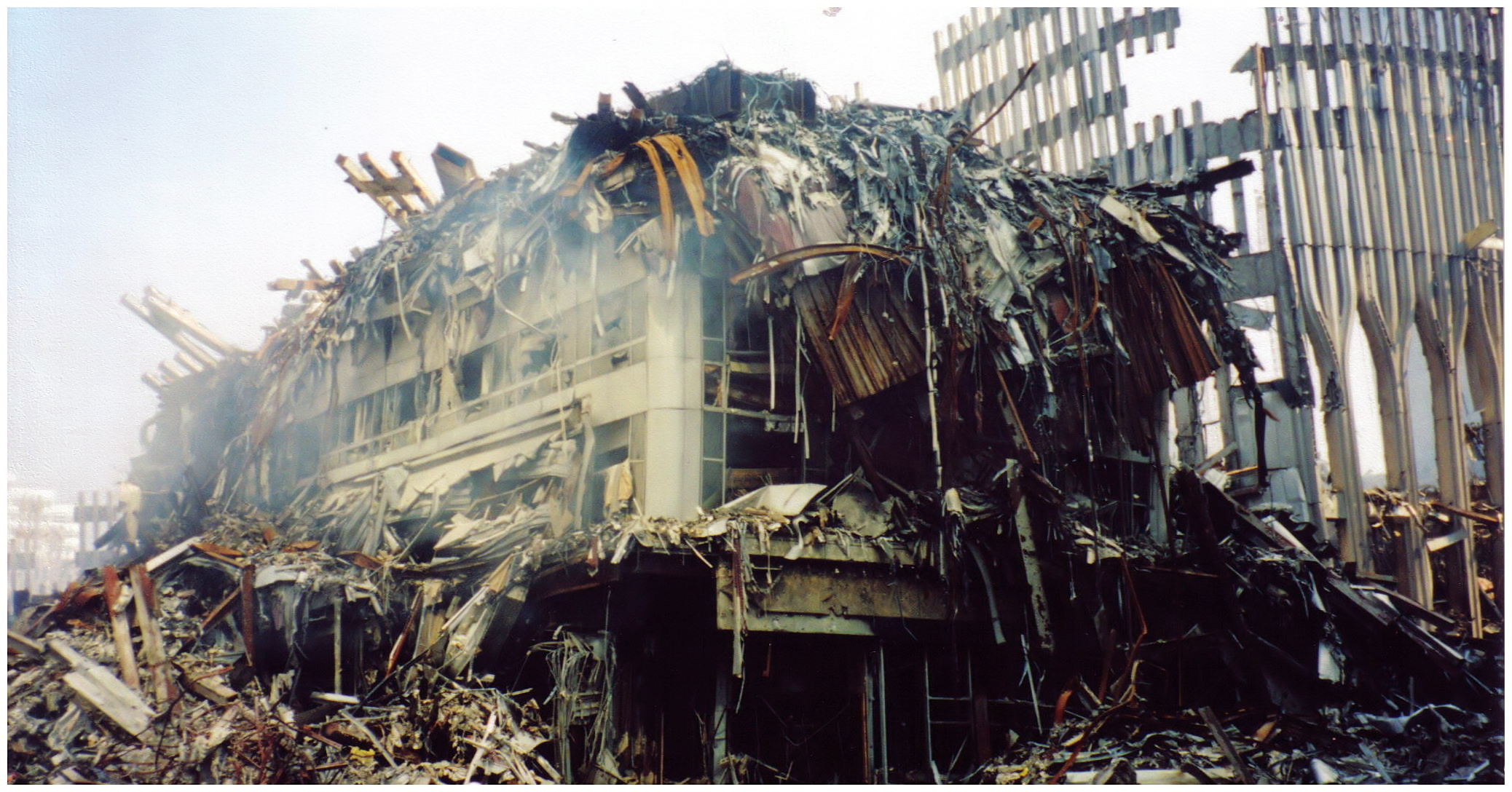
테러 후 메리어트 월드 트레이드 센터의 모습

호텔 내 사망자 수는 정확히 파악되지 않았다. 남쪽 타워 붕괴 중 및 붕괴 후 호텔에 피신했던 많은 사람들이 1993년 폭탄 테러 이후 항만공사가 설치한 강화된 빔으로 보호받았기 때문이다. 그러나 남쪽 타워의 파편은 호텔에 치명적인 손상을 입혔다. 많은 사람은 호텔이 떨어지는 잔해에 의해 반으로 잘렸다고 주장했으며, 생존자는 잔해가 떨어지는 충격 압력 때문에 모두가 공중으로 날아갔다고 말했다. 빔으로 보호받았던 호텔 직원은 대피 명령을 받았고, 소방관은 잔해에 깔린 사람들을 파내기 위해 남아 있었다. 북쪽 타워 붕괴 후 추가로 떨어진 잔해 때문에 잔해 밑에 갇혔던 사람들이 깔려 사망했는데, 여기에는 호텔 직원인 조셉 존 켈러와 압두 알리 말라히가 포함되었다. 또한 호텔을 정리하려던 소방관 최소 41명과 등록된 투숙객 940명 중 11명이 사망했다.

#### 엘리베이터 관련 사망자
USA 투데이 보고서에 따르면 엘리베이터 안에서 약 200명이 사망했고, 21명만이 엘리베이터에서 탈출했다. 그러나 나중에 남쪽 타워를 피난한 사람들 중 16%가 엘리베이터를 사용했으며, 엘리베이터가 없는 피난 시뮬레이션에서는 엘리베이터 사용으로 남쪽 타워에서 약 3,000명의 생명을 구했다고 주장하는 것으로 밝혀졌다. 많은 엘리베이터는 비행기가 충돌했을 때 추락하지 않았지만, 통로에 갇혀 탑승자들이 화재로 타 죽거나 갇혀 타워가 붕괴되기 전에 탈출하지 못했다. 한 사례를 제외하고 엘리베이터가 오작동했을 때, 사람들을 통로로 추락하지 못하게 하려는 안전 기능 작동으로 사람들이 내부에 갇혔다. 한 생존자는 엘리베이터 문 사이의 좁은 틈을 비집고 나와 계단을 이용해 탈출해야 했다고 회상했다. 마찬가지로, 6명으로 구성된 한 무리는 북쪽 타워 엘리베이터 안에 충돌 순간부터 오전 9시 30분까지 갇혀 있었는데, 그들은 문을 비집고 엘리베이터 통로 뒤쪽의 석고보드 벽을 뚫고 탈출하는 데 성공했으며, 건물 붕괴까지 거의 한 시간이 남아 있었다.

#### 뛰어내리거나 추락한 사망자

대니얼 수르는 세계 무역 센터 2에서 떨어진 희생자가 자신에게 떨어져 맞아 사망했다.

타워 내부에서 화재가 맹렬히 타오르자, 약 100~200명의 사람들이 시속 201~322 km/h의 속도로 추락했으며, 이는 땅에 부딪힐 시 즉사하기에 충분했지만, 추락 중 의식을 잃을 정도는 아니었다. 트윈 타워에서 떨어지거나 뛰어내린 대부분의 사람들은 북쪽 타워에서 왔으며, 남쪽 타워에서는 3명만이 목격되었다. 문서화된 희생자 수가 극히 제한적임에도 불구하고, 오전 9시 30분경 소방관 대니얼 수르가 남쪽 타워에 진입하려던 중 한 사람이 그에게 떨어져 두개골이 부서지고 사망하는 치명적인 사고가 발생했다.
세계 무역 센터에서 떨어진 대부분의 사람들은 극심한 열, 짙은 연기, 화학 물질 노출, 화재로부터 탈출하기 위해 의도적으로 뛰어내린 것으로 추정되지만, 일부는 가장자리에 너무 가까이 서거나 밖으로 기어 나가다가 우발적으로 추락하기도 했다. 안전한 개구부를 통해 다시 진입하기 위해 옷과 같은 천을 사용하여 임시 낙하산을 만들려는 시도가 여러 번 있었지만, 성공한 경우는 없었다. 어떤 경우에는 패닉에 빠진 군중이 사람들을 밀쳐내어, 자유 낙하 중인 희생자가 뛰어내리기를 주저하던 사람들에게 부딪히기도 했다. 때로는 옷과 같은 천을 임시 낙하산으로 사용하려는 헛된 시도가 있었다. 일부 목격자들은 사람들이 쌍으로 또는 단체로 뛰어내리는 것을 보았다고 믿고 있으며, 한 생존자는 최대 6명이 손을 잡고 떨어지는 것을 보았다고 주장했다. 각 타워에 갇힌 희생자는 헬리콥터 구조를 바라며 옥상으로 향했지만, 접근 문이 잠겨 있음을 발견했다. 북쪽 타워 22층의 보안 통제 직원은 전자 제어 시스템의 영향을 받는 세계 무역 센터의 모든 구역(옥상으로 이어지는 문 포함)을 해제하는 잠금 해제 명령을 활성화하려고 시도했다. 그러나 비행기로 인한 전자 장치 손상으로 인해 이 명령은 실행될 수 없었으며, 문이 열렸다 가정해도 어쨌든 짙은 연기와 극심한 열로 인해 구조 헬리콥터가 착륙할 수 없었다.

2 WTC에서 관찰된 세 번의 낙하 중 하나

《떨어지는 남자》로 알려진 사진에 찍힌 사람을 포함하여 타워에서 떨어지는 모습을 촬영하거나 사진 찍힌 특정 인물이 누구인지는 공식적으로 확인된 바가 없다. 잔해가 제거되기 전에 타워가 붕괴되어, 떨어진 사람들과 붕괴로 사망한 사람들 중 어느 것이 어떤 유해에 해당하는지 구별하는 것이 불가능했다. 뉴욕 검시관 사무실 대변인은 그들의 시신 상태가 붕괴로 압사한 사람들과 너무나 유사하여 구별할 수 없다고 지적했다. 상황이 가장 심각하고 특히 화재가 가장 격렬했던 층을 파악하기 위해 NIST는 사람들이 뛰어내리거나 떨어지는 비디오 영상과 사진을 분석했다. 그들은 각 타워에서 105명의 희생자를 기록했지만, 이 수치가 이런 방식으로 사망한 실제 사람의 수를 과소평가했을 가능성이 높다고 보고한다. USA 투데이는 북쪽 타워의 희생자 수가 200명 정도라고 분석했다. 이들이 타워에서 떨어져 "땅에 달걀처럼 부서지는" 광경과 소리는 많은 목격자에게 공포와 트라우마를 안겨주었다. 떨어진 사람의 사망진단서에는 사망 원인이 살인으로 인한 "둔기외상"이라고 기재되어 있다.
타워당 추락 희생자 수의 차이는 각 충격의 차이와 아메리칸 항공 11편의 충돌로 인해 훨씬 적은 수의 층에 훨씬 더 많은 희생자들이 갇혔기 때문이다. 아메리칸 항공 11편은 북쪽 타워의 중앙 코어 93층과 99층 사이의 중간 지점에 직접 충돌하여 충격 지점의 세 계단(A, B, C)을 모두 파괴했고, 50층 위 모든 엘리베이터를 통로가 절단되거나 전원이 끊겨 사용할 수 없게 만들었다. 92층에 있던 사람은 기술적으로는 충돌선 아래에 있었지만, 충격 지점에서 계단으로 쏟아져 내린 잔해에 막혀 갇혔고, 비행기 충돌 직후 12분도 채 되지 않아 그들 중 8명이 연달아 뛰어내렸다. 화재가 훨씬 적은 층에 밀집되어 있었을 뿐만 아니라, 중앙부의 충격으로 인해 불타는 제트 연료가 타워의 네 면 모두로 분산되어 갇힌 사람들에게는 피할 공간이 거의 없었다. 비행기가 타워에 충돌한 지 몇 초 만에 갇힌 거주자들이 창문을 깨뜨렸고, 충격 후 2분도 채 되지 않아 첫 번째 투신자가 목격되었다. 남쪽 타워의 약 300명보다 훨씬 적은 공간에 800명 이상이 갇혀 있었으며, 이는 위험하게 과밀한 병목 현상을 초래했다. 이는 《임박한 죽음》 사진에서 수십 명의 사람들이 북쪽 타워 외벽의 창문 밖으로 매달려 있는 모습에서 드러나는데, 이는 다른 쌍둥이 빌딩에서는 결코 볼 수 없었던 현상이다.
만약 남쪽 타워가 납치된 여객기에 처음으로 충돌한 건물이었다면, 남쪽 타워에서 더 많은 사람들이 추락하는 것이 목격되었을 가능성이 매우 높다. 오전 8시 46분에는 77층에서 110층 사이에 3,500명 이상의 사람들이 있었는데, 이들 중 약 4분의 3은 오전 9시 3분 이전에 이 구역에서 탈출했다. 비행기는 남쪽 타워의 남쪽 외벽 중앙에서 동쪽으로 약 25피트 떨어진 지점에 충돌하여, 제트 연료가 건물 안으로 쏟아지는 대신 개방된 공간으로 훨씬 더 많이 분사되었다. 화재는 주로 동쪽에 국한되었고, 일부는 북쪽과 남쪽으로 확산되었다. 서쪽이나 항공기 진입 지점 위의 층에서는 충돌시 손상이나 화재가 관찰되지 않았다. 두 타워 모두에서 갇힌 거주자가 창문을 깨뜨렸지만, 남쪽 타워에서는 그 위치가 훨씬 드물었다. 기록된 세 명의 추락자는 79층 동쪽 남쪽 부분의 한 창문에서 나왔는데, 이곳은 피해가 가장 심각하고 화재가 가장 격렬했던 곳으로, 다른 곳의 상황은 더 견딜 만했음을 시사한다. 77층과 85층의 훨씬 낮은 충격 지점과 화재가 보이지 않는 전체 면이 있었기 때문에 유나이티드 항공 175편의 충돌에서 살아남은 사람들은 북쪽 타워에 있던 사람들보다 연기와 불꽃에서 멀리 떨어져 이동할 공간이 훨씬 더 많았다. 두 충돌의 주요 차이점은 아메리칸 항공 11편이 북쪽 타워 91층 위 모든 탈출 기회를 없애버렸지만 유나이티드 항공 175편의 비대칭 접근은 비행기가 남쪽 벽의 동쪽 부분, 남동쪽 모퉁이 근처에 충돌했을 때 북서쪽 계단(계단 A)을 물리적으로 온전하게 남겨 두었다는 점이다. 갇힌 층에서 남쪽 타워를 안전하게 벗어난 사람은 18명에 불과했지만, NYPD 한 부대는 오전 9시 58분 직전에 알려지지 않은 계단을 내려오던 많은 민간인 그룹과 마주쳤으며, 이는 다른 희생자도 붕괴 직전 충돌 지점에서 내려오던 중이었을 수 있음을 시사한다.

#### 음모론
유대인이 그날 직장에 가지 말라는 경고를 받았다는 일부 음모론과는 달리, 공격으로 사망한 유대인들의 수는 사망자의 성을 기준으로 270명에서 400명 사이로 다양하게 추정된다.

#### 사망자 목록
다음 목록은 세계 무역 센터 사업장 내 기업들이 보고한 사망자 수이다. 이 목록에는 WTC 입주사(모든 건물), 공급업체, 방문객, 독립적인 응급 구조대원, 그리고 일부 납치된 승객 관련 기업이 포함된다. 이 목록에는 희생자 2,117명만이 포함되어 있다.
| 회사                                | 타워                    | 층                                                        | 사망자 |
| ----------------------------------- | ----------------------- | --------------------------------------------------------- | ------ |
| 캔터 피츠제럴드                     | 북쪽                    | 101–105                                                   | 658    |
| 마시 & 매클레넌                     | 북쪽                    | 93–100                                                    | 295    |
| 에이온                              | 남쪽                    | 92, 98–105                                                | 175    |
| 피듀셔리 트러스트 인터내셔널        | 남쪽                    | 90, 94–97                                                 | 87     |
| 윈도스 온 더 월드                   | 북쪽                    | 106–107                                                   | 72     |
| 카 스퓨처스                         | 북쪽                    | 92                                                        | 69     |
| 키프, 브루예트 & 우즈               | 남쪽                    | 85, 88–89                                                 | 67     |
| 샌들러 오닐 앤 파트너스             | 남쪽                    | 104                                                       | 66     |
| 유로 브로커스 Inc.                  | 남쪽                    | 84                                                        | 61     |
| 뉴욕 주 세금 및 재정부              | 남쪽                    | 86–87                                                     | 39     |
| 뉴욕 뉴저지 항만공사                | 북쪽                    | 3, 14, 19, 24, 28, 31, 34, 37, 43, 44, 46, 64, 66, 67, 73 | 37     |
| 프레드 알제 매니지먼트              | 북쪽                    | 93                                                        | 35     |
| 후지 은행                           | 남쪽                    | 79–82                                                     | 23     |
| 포르테 푸드 서비스                  | 북쪽                    | 캔터 피츠제럴드                                           | 21     |
| ABM 인더스트리                      | 남쪽:4 북쪽:13          | N/A                                                       | 17     |
| 리스크 워터스 그룹                  | 북쪽                    | 윈도스 온 더 월드                                         | 16     |
| 제너럴 텔레콤                       | 북쪽                    | 83                                                        | 13     |
| 워싱턴 그룹 인터내셔널              | 남쪽                    | 91                                                        | 12     |
| 아메리칸 익스프레스                 | 북쪽                    | 94                                                        | 11     |
| 서밋 시큐리티 서비스                | 양쪽                    | N/A                                                       | 11     |
| 모건 스탠리                         | 양쪽                    | 북쪽: 59–74 남쪽: 43–46, 56, 59–74                        | 10     |
| 엠파이어 블루 크로스 블루 실드 협회 | 북쪽                    | 27–28, 30–31                                              | 8      |
| 얼라이언스 컨설팅                   | 북쪽                    | 102                                                       | 7      |
| 아라마크                            | 북쪽: 2 남쪽: 5         | 전망대 107                                                | 7      |
| 액센츄어                            | 북쪽                    | 윈도스 온 더 월드                                         | 6      |
| 하비 영 유어만                      | 북쪽                    | 윈도스 온 더 월드                                         | 6      |
| 브롱스 빌더스                       | 북쪽                    | 윈도스 온 더 월드                                         | 5      |
| 포레스트 일렉트릭                   | 북쪽                    | 캔터 피츠제럴드                                           | 5      |
| 해리스 비치                         | 남쪽                    | 85                                                        | 5      |
| OCS 시큐리티                        | 단지 전체               | N/A                                                       | 5      |
| 레거스                              | 남쪽                    | 93                                                        | 5      |
| 베이스라인 금융 서비스              | 남쪽                    | 77–78                                                     | 4      |
| 컴팩                                | 북쪽                    | 윈도스 온 더 월드                                         | 4      |
| 데이터 시냅스                       | 북쪽                    | 윈도스 온 더 월드                                         | 4      |
| 인터내셔널 오피스 센터스            | 북쪽                    | 79                                                        | 4      |
| 메릴린치                            | 북쪽                    | 윈도스 온 더 월드                                         | 4      |
| 미즈호 캐피탈                       | 남쪽                    | 80                                                        | 4      |
| 오라클                              | 북쪽                    | 99                                                        | 4      |
| 피트니 보우스                       | 남쪽                    | 102                                                       | 4      |
| PwC                                 | N/A                     | N/A                                                       | 5      |
| 와코비아 Corp.                      | 북쪽                    | 47                                                        | 4      |
| 위프로 테크놀로지스                 | 북쪽                    | 97                                                        | 4      |
| 취리히 아메리칸 보험                | 북쪽: 2 남쪽: 2         | 105                                                       | 4      |
| 뱅크 오브 아메리카                  | 북쪽                    | 81                                                        | 3      |
| 뉴욕 은행                           | 바클레이 스트리트       | 떨어지는 잔해에 깔려 사망                                 | 3      |
| 블룸버그 L.P.                       | 북쪽                    | 윈도스 온 더 월드                                         | 3      |
| 칼릭사                              | 북쪽                    | 윈도스 온 더 월드                                         | 3      |
| 주오 미쓰이 신탁은행                | 남쪽                    | 83                                                        | 3      |
| 씨티은행                            | 북쪽                    | 105                                                       | 3      |
| 인컴피스                            | 북쪽                    | 윈도스 온 더 월드                                         | 3      |
| IPC 클라인크넥트 일렉트릭 Co.       | 북쪽                    | 105                                                       | 3      |
| IQ 금융 시스템                      | 남쪽                    | 83                                                        | 3      |
| 뉴욕 주 교통부                      | 북쪽                    | 82                                                        | 3      |
| 재보험 솔루션                       | 북쪽                    | 94                                                        | 3      |
| 스트럭처 톤                         | 북쪽: 1 남쪽: 2         | 97, 105                                                   | 3      |
| 선가드                              | 남쪽                    | 102, 104                                                  | 3      |
| 톰슨 금융 서비스                    | 북쪽                    | 윈도스 온 더 월드                                         | 3      |
| 어드밴티지 시큐리티                 | 북쪽                    | 마시 & 매클레넌                                           | 2      |
| BP 에어컨디셔닝                     | 북쪽                    | 101                                                       | 2      |
| 인증 설치 서비스                    | 남쪽                    | 105                                                       | 2      |
| 데니노 일렉트릭                     | 북쪽                    | 95                                                        | 2      |
| 도이체 방크                         | WTC 4                   | N/A                                                       | 2      |
| 데번셔 그룹                         | 북쪽                    | 94                                                        | 2      |
| 파인 페인팅 및 장식                 | 남쪽                    | 전망대                                                    | 2      |
| 퍼스트 커머셜 뱅크                  | 남쪽                    | 78                                                        | 2      |
| FM 글로벌                           | 남쪽                    | 102                                                       | 2      |
| 프랭클린 템플턴 투자                | 남쪽                    | 95                                                        | 2      |
| 제누이티                            | 남쪽                    | 110                                                       | 2      |
| 가이 카펜터                         | 북쪽                    | 94                                                        | 2      |
| 이매진 소프트웨어                   | 북쪽                    | 윈도스 온 더 월드                                         | 2      |
| 인스티넷 (로이터)                   | 북쪽                    | 13–14                                                     | 2      |
| 스터들리                            | 북쪽                    | 86, 88                                                    | 2      |
| 킨                                  | 남쪽                    | 78                                                        | 2      |
| 키더 피바디-페인 웹버               | 북쪽                    | 101                                                       | 2      |
| 메리어트 세계 무역 센터 호텔        | WTC 3                   | N/A                                                       | 2      |
| 메트로폴리탄 생명보험               | 북쪽                    | 89                                                        | 2      |
| 뉴욕장로교 병원                     | N/A                     | N/A                                                       | 2      |
| 니시-닛폰 은행                      | 북쪽                    | 102                                                       | 2      |
| 노무라 종합연구소 Ltd.              | 북쪽                    | 윈도스 온 더 월드                                         | 2      |
| 오렌스타인 & 브라운                 | 북쪽                    | 85                                                        | 2      |
| 원 소스 네트워크 (허드슨 샤츠)      | N/A                     | N/A                                                       | 2      |
| P.E. 스톤 Inc.                      | 남쪽                    | 에이온 코퍼레이션                                         | 2      |
| 페트로첼리 일렉트릭                 | 남쪽                    | 모건 스탠리 사무실                                        | 2      |
| 라디안츠                            | 북쪽                    | 윈도스 온 더 월드                                         | 2      |
| 랜덤 워크 컴퓨팅                    | 북쪽                    | 80                                                        | 2      |
| 로이터                              | 북쪽                    | 윈도스 온 더 월드                                         | 2      |
| 로데 & 리젠펠트                     | 북쪽                    | 20, 32–33                                                 | 2      |
| 실버슈타인 프로퍼티스               | 남쪽                    | 88                                                        | 2      |
| 슬램 덩크 네트워크                  | 북쪽                    | 101                                                       | 2      |
| 사이베이스                          | 북쪽                    | 윈도스 온 더 월드                                         | 2      |
| UBS-페인웹버                        | 북쪽                    | 102                                                       | 2      |
| UME 보이스                          | 북쪽                    | 윈도스 온 더 월드                                         | 2      |
| 버라이즌                            | 남쪽                    | 9–12                                                      | 2      |
| 베스텍                              | 남쪽                    | 78                                                        | 2      |
| 제록스                              | 남쪽: 1 북쪽: 1         | 피듀셔리 트러스트 인터내셔널 마시 & 매클레넌              | 2      |
| 취리히 스커더 투자                  | 북쪽                    | 윈도스 온 더 월드                                         | 2      |
| A.L. 사로프                         | N/A                     | N/A                                                       | 1      |
| 어드벤트 코퍼레이션                 | 북쪽                    | 110                                                       | 1      |
| AIG                                 | 남쪽                    | 103                                                       | 1      |
| 알고리즘                            | 북쪽                    | 윈도스 온 더 월드                                         | 1      |
| 앨런데일 보험                       | 남쪽                    | 102                                                       | 1      |
| 아메리칸 증권 거래소                | 북쪽                    | 윈도스 온 더 월드                                         | 1      |
| ARC 파트너스                        | 북쪽                    | 윈도스 온 더 월드                                         | 1      |
| ASAP 넷소스                         | 남쪽                    | 피듀셔리 트러스트 인터내셔널                              | 1      |
| 독립 리크루터 협회                  | 북쪽                    | 79                                                        | 1      |
| 아발론 파트너스                     | 북쪽                    | 83                                                        | 1      |
| BEA 시스템즈                        | 북쪽                    | 윈도스 온 더 월드                                         | 1      |
| 베어스턴스                          | N/A                     | N/A                                                       | 1      |
| BMO 네스빗 번스                     | 북쪽                    | 캔터 피츠제럴드                                           | 1      |
| 보스턴 투자 서비스                  | 북쪽                    | 윈도스 온 더 월드                                         | 1      |
| 브링크스                            | 북쪽                    | 지하                                                      | 1      |
| 카브리니 호스피스                   | N/A                     | N/A                                                       | 1      |
| 캐드왈라더, 위커샴 & 태프트         | 북쪽                    | 윈도스 온 더 월드                                         | 1      |
| 케임브리지 테크놀로지 파트너스      | 북쪽                    | 윈도스 온 더 월드                                         | 1      |
| 캐플린 시스템즈                     | 북쪽                    | 윈도스 온 더 월드                                         | 1      |
| CBS                                 | 북쪽                    | 110                                                       | 1      |
| 체이스 맨해튼 은행                  | 북쪽                    | 윈도스 온 더 월드                                         | 1      |
| 민원 조사 위원회 (심장마비)         | 렉터 스트리트           | 떨어지는 잔해에 깔려 사망                                 | 1      |
| 콜로니얼 아트 데코레이터스          | 북쪽                    | 윈도스 온 더 월드                                         | 1      |
| 콘솔리데이티드 에디슨               | N/A                     | N/A                                                       | 1      |
| 크레디트 스위스 퍼스트 보스턴       | 북쪽                    | 윈도스 온 더 월드                                         | 1      |
| 은퇴 시스템 문화 기관               | 북쪽                    | 39                                                        | 1      |
| 딜로이트 컨설팅                     | 북쪽                    | 마시 & 매클레넌                                           | 1      |
| 엠파이어 디스트리뷰션               | N/A                     | N/A                                                       | 1      |
| 엔포인트 테크놀로지스               | N/A                     | 세계 무역 센터 몰                                         | 1      |
| FM 글로벌                           | 남쪽                    | 105                                                       | 1      |
| 연방수사국                          | N/A                     | N/A                                                       | 1      |
| 연방 주택 대출 담보 공사            | 북쪽                    | 윈도스 온 더 월드                                         | 1      |
| 파인 & 샤피로 레스토랑              | 북쪽                    | N/A                                                       | 1      |
| 퍼스트 리버티 투자 그룹             | 북쪽                    | 79                                                        | 1      |
| 포레스트 힐스 앰뷸런스 부대         | N/A                     | N/A                                                       | 1      |
| 프랭크 W. 린 & Co.                  | 북쪽                    | 89                                                        | 1      |
| G.M.P. Inc.                         | 북쪽                    | 캔터 피츠제럴드                                           | 1      |
| 가반 인터캐피탈                     | 북쪽                    | 25–26                                                     | 1      |
| 골드티어 테크놀로지스               | 북쪽                    | 윈도스 온 더 월드                                         | 1      |
| 헬스 캐나다                         | 남쪽                    | 105                                                       | 1      |
| 힐 인터내셔널                       | 북쪽                    | 64                                                        | 1      |
| 홀랜드 & 나이트                     | N/A                     | N/A                                                       | 1      |
| 하워드 휴스 의학 연구소             | N/A                     | N/A                                                       | 1      |
| IBM 글로벌                          | 북쪽                    | 95                                                        | 1      |
| 일본흥업은행                        | 북쪽                    | 캔터 피츠제럴드                                           | 1      |
| 보험 과부하 시스템                  | 북쪽                    | 79                                                        | 1      |
| 미국 국세청                         | N/A                     | N/A                                                       | 1      |
| 제이누스 캐피탈 그룹                | 북쪽                    | 윈도스 온 더 월드                                         | 1      |
| 제니슨 어소시에이츠                 | 북쪽                    | 윈도스 온 더 월드                                         | 1      |
| 크레스트렐 테크놀로지스             | 북쪽                    | 105                                                       | 1      |
| 라브랑슈 & Co.                      | 남쪽                    | 28–30                                                     | 1      |
| 랑건 엔지니어링 및 환경 서비스      | 90 웨스트 스트리트      | 떨어지는 잔해에 깔려 사망                                 | 1      |
| 리 헥트 해리슨                      | 남쪽                    | 93                                                        | 1      |
| 리먼 브라더스                       | 북쪽                    | 38–40                                                     | 1      |
| LG 보험 Co.                         | 북쪽                    | 3                                                         | 1      |
| 리버티 일렉트리컬 서플라이 Inc.     | 북쪽                    | 지하                                                      | 1      |
| 라이언 바이오사이언스 AG            | 남쪽                    | 94                                                        | 1      |
| LJ 곤저                             | N/A                     | N/A                                                       | 1      |
| MAS 시큐리티                        | 북쪽                    | 윈도스 온 더 월드                                         | 1      |
| 메이 데이비스 그룹                  | 북쪽                    | 87                                                        | 1      |
| 맥키온-그라노                       | 남쪽                    | 66                                                        | 1      |
| 메트로케어                          | N/A                     | N/A                                                       | 1      |
| 미쓰이 은행                         | 남쪽                    | 83                                                        | 1      |
| 머니라인                            | 북쪽                    | 윈도스 온 더 월드                                         | 1      |
| 나노텍                              | N/A                     | 지하                                                      | 1      |
| 내셔널 어쿠스틱스 Inc.              | 북쪽                    | 103                                                       | 1      |
| NTX 인테리어                        | 북쪽                    | 102                                                       | 1      |
| 오피스 센터스 코프.                 | 북쪽                    | 79                                                        | 1      |
| 옵터스                              | 북쪽                    | 윈도스 온 더 월드                                         | 1      |
| 화이자 Inc.                         | 북쪽                    | 윈도스 온 더 월드                                         | 1      |
| PM 계약                             | 북쪽                    | 103                                                       | 1      |
| 프로븐 일렉트리컬 컨트랙팅 Inc.     | 북쪽                    | N/A                                                       | 1      |
| QRS 코프.                           | 메리어트 세계 무역 센터 | 17                                                        | 1      |
| 릴라이어블                          | N/A                     | N/A                                                       | 1      |
| 렌트-어-PC                          | 북쪽                    | 윈도스 온 더 월드                                         | 1      |
| 리스크 솔루션 인터내셔널            | 북쪽                    | 마시 & 매클레넌                                           | 1      |
| 로얄 & 선얼라이언스                 | 남쪽                    | 에이온                                                    | 1      |
| 로이스턴 & 자마니                   | 남쪽                    | 후지 은행                                                 | 1      |
| 사이언트                            | 북쪽                    | 캔터 피츠제럴드                                           | 1      |
| 시베리 & 스미스 Co.                 | 남쪽                    | 49                                                        | 1      |
| 시들리 오스틴 브라운 & 우드         | 북쪽                    | 54, 56–59                                                 | 1      |
| 지멘스                              | 195 브로드웨이          | 떨어지는 잔해에 깔려 사망                                 | 1      |
| 시그니처 페인팅 및 장식             | 북쪽                    | 캔터 피츠제럴드                                           | 1      |
| 싱어 프루멘토 LLP                   | 남쪽                    | 104                                                       | 1      |
| SOM (건축 회사)                     | 남쪽                    | 에이온                                                    | 1      |
| 소덱소                              | 북쪽                    | 96                                                        | 1      |
| 사운드톤 플로어스                   | N/A                     | N/A                                                       | 1      |
| 스위니 & 히킹 목공                  | N/A                     | N/A                                                       | 1      |
| 싱코프                              | 북쪽                    | 마시 & 매클레넌                                           | 1      |
| TCG 소프트웨어                      | 북쪽                    | 윈도스 온 더 월드                                         | 1      |
| 텔레커스 USA                        | 북쪽                    | 윈도스 온 더 월드                                         | 1      |
| 웨스트필드 그룹                     | 남쪽                    | 17                                                        | 1      |
| 티센크루프                          | 북쪽                    | 떨어지는 잔해에 깔려 사망                                 | 1      |
| 세계 무역 센터 정상 카페            | 남쪽                    | 107, 110                                                  | 1      |
| UBS 워버그                          | 북쪽                    | 윈도스 온 더 월드                                         | 1      |
| 유나이티드 스태핑                   | 북쪽                    | 캔터 피츠제럴드                                           | 1      |
| 밴더빌트 그룹                       | 남쪽                    | 해리스 비치                                               | 1      |
| 바이탈 컴퓨터 서비스                | 북쪽                    | 마시 & 매클레넌                                           | 1      |
| WABC-TV                             | 북쪽                    | 110                                                       | 1      |
| WCBS-TV                             | 북쪽                    | 110                                                       | 1      |
| WNBC-TV                             | 북쪽                    | 110                                                       | 1      |
| WNET-TV                             | 북쪽                    | 110                                                       | 1      |
| 세계 무역 센터                      | N/A                     | N/A                                                       | 1      |
| 세계 무역 센터 프로젝트 리뉴얼      | N/A                     | N/A                                                       | 1      |
| WPIX-TV                             | 북쪽                    | 110                                                       | 1      |

### 펜타곤

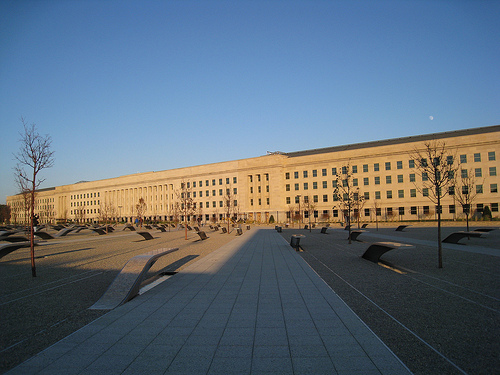
9/11 테러 펜타곤 공격 희생자를 추모하는 펜타곤 추모비.

펜타곤에서 일하던 최소 125명이 사망했으며, 대부분은 미국 육군 또는 미국 해군 소속이다. 이 125명 중 민간인은 70명으로, 육군 직원 47명, 육군 계약자 6명, 해군 직원 6명, 해군 계약자 3명, 미국 국방정보국 직원 7명, 미국 국방부 장관실 계약자 1명이었으며, 미군 소속 군인은 55명으로, 해군 선원 33명과 육군 병사 22명이다. 육군 참모부 차장이었던 티머시 모드 육군 중장이 펜타곤에서 사망한 최고위 군인이다.

### 4기의 비행기 탑승자
4기의 비행기에 탑승한 사망자 265명(납치범 19명 제외)에는 다음이 포함된다.
- 아메리칸 항공 11편 테러 사건 탑승자 중 납치범 5명을 제외한 민간인 87명(승무원 11명 포함)
- 유나이티드 항공 175편 테러 사건 탑승자 중 납치범 5명을 제외한 민간인 60명(승무원 9명 포함)[170]
- 아메리칸 항공 77편 테러 사건 탑승자 중 납치범 5명을 제외한 민간인 59명(승무원 6명 포함)
- 유나이티드 항공 93편 테러 사건 탑승자 중 납치범 4명을 제외한 민간인 39명(승무원 7명 포함), 미국 어류 및 야생동물 관리국 소속 경찰관 1명[171][172][173]

사망자 중에는 어린이 8명이 포함되어 있다. 아메리칸 항공 77편에 탑승했던 5명은 3세에서 11세 사이였고, 유나이티드 항공 175편에 탑승했던 3명은 2세, 3세, 4세였다. 최연소 희생자는 유나이티드 항공 175편의 2세 반 어린이였고, 최고령 희생자는 아메리칸 항공 11편의 85세 승객이다.
아메리칸 항공 11편에서 사망한 저명한 승객으로는 시트콤 《프레이저》와 《날개》를 공동 제작한 텔레비전 프로듀서 데이비드 엔젤, 앤서니 퍼킨스의 미망인이자 배우 베리 베렌슨, 반 헤일런의 《Right Now》 뮤직 비디오를 제작한 영화 제작자 캐롤린 뷰그, 인터넷 기업 아카마이 테크놀로지스를 공동 설립한 기업가 대니얼 루윈, 우주비행사 찰스 에드워드 존스가 있다. 아이스 하키 선수 가넷 베일리와 마크 바비스는 유나이티드 항공 175편이 납치되었을 때 탑승하고 있었다. 물리학자 윌리엄 E. 캐스웰, 텔레비전 정치 평론가이자 당시 미국 법무차관 시어도어 올슨의 아내였던 바바라 올슨, 미국 해군 해군소장으로 퇴역한 윌슨 플래그, 여성 체조 코치 마리-래 소퍼가 유나이티드 항공 77편에 탑승하고 있었다.

9·11 테러 사상자가 발생한 국가 지도
9/11 테러 희생자가 발생한 국가
9/11 테러 중 테러리스트가 발생한 국가
테러리스트와 희생자가 모두 발생한 국가 (레바논)

#### 칼부림 또는 흉기 난동으로 인한 사망자
항공편에서 사망한 승객과 승무원 대부분은 이어진 비행기 추락으로 사망했지만, 일부는 납치 과정에서 칼이나 상자 커터에 살해되었다. 이는 아메리칸 항공 11편에서 최소 한 번, 유나이티드 항공 175편과 93편에서 두 번 발생한 것으로 추정된다. 아메리칸 항공 77편에서는 납치범들이 폭력적이었다는 보고는 없었지만, 그들이 칼을 소지하고 인질들을 위협했다는 점은 언급되었다. 아메리칸 항공 11편의 승객 대니얼 루윈은 납치를 막으려 했거나 단순히 테러리스트가 승객들을 굴복시키기 위해 위협하는 과정에서 목이 베인 것으로 추정되며, 유나이티드 항공 93편의 마크 로텐버그도 같은 이유로 살해당했다고 추정된다. 유나이티드 항공 93편의 한 승객은 한 승무원이 살해당했다고 말했지만, 그녀의 신원은 밝혀히지 않았다. 소거법을 통해 로텐버그가 납치 초기에 살해당했음이 밝혀졌다. 아메리칸 항공 11편에서는 승무원 베티 옹과 매들린 에이미 스위니가 각각 여러 명이 칼에 공격당했으며, 한 남성(루윈)은 목이 베였다고 보고했다. 유나이티드 항공 175편이 테러리스트에게 장악된 직후, 승무원 로버트 팽맨은 두 조종사가 모두 살해당했으며, 다른 승무원은 치명적이지 않은 부상을 입었다고 구체적으로 언급했다.
9·11 테러 당시, 총기나 최루 스프레이와 같은 물품은 위험물로 분류되어 항공사의 허가 없이 기내 반입이 금지되었다. 그러나 날 길이가 4인치 미만인 주머니 칼은 금지되지 않았다. 납치범은 이 점을 이용하여 공격을 감행했다.

### 외국인 사망자

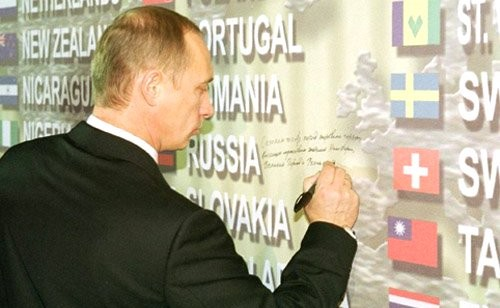
블라디미르 푸틴 러시아 대통령이 외국인 희생자를 위한 조문 벽에 서명하고 있다

19명의 가해자(15명은 사우디아라비아, 2명은 아랍에미리트, 각 1명은 이집트와 레바논)를 제외하고, 미국 외 102개국에서 최소 372명이 사망했다. 다음은 외국인 희생자의 국적 목록이다.
| 국가                  | 사망자 수 | 참조                            |
| --------------------- | --------- | ------------------------------- |
| 앤티가 바부다         | 3         | [ 194 ]                         |
| 아르헨티나            | 4         | [ 195 ]                         |
| 아르메니아            | 1         |                                 |
| 오스트레일리아        | 11        | [ 196 ]                         |
| 오스트리아            | 1         |                                 |
| 아제르바이잔          | 1         |                                 |
| 바하마                | 1         |                                 |
| 방글라데시            | 6         | [ 197 ]                         |
| 바베이도스            | 3         | [ 194 ]                         |
| 벨라루스              | 1         | [ 198 ]                         |
| 벨기에                | 1         | [ 199 ]                         |
| 벨리즈                | 1         |                                 |
| 버뮤다                | 3         | [ 194 ] [ 200 ]                 |
| 볼리비아              | 1         |                                 |
| 브라질                | 3         | [ 201 ]                         |
| 캐나다                | 24        | [ 202 ] [ 203 ] [ 204 ] [ 205 ] |
| 칠레                  | 3         | [ 15 ] [ 206 ]                  |
| 중화인민공화국        | 3         | [ 15 ]                          |
| 콜롬비아              | 18        | [ 206 ]                         |
| 코스타리카            | 1         |                                 |
| 쿠바                  | 1         |                                 |
| 키프로스              | 1         |                                 |
| 체코                  | 1         |                                 |
| 콩고 민주 공화국      | 1         |                                 |
| 도미니카 연방         | 2         | [ 194 ]                         |
| 도미니카 공화국       | 26        | [ 206 ] [ 207 ]                 |
| 에콰도르              | 13        | [ 206 ]                         |
| 이집트                | 1         |                                 |
| 엘살바도르            | 2         | [ 15 ]                          |
| 에티오피아            | 3         | [ 208 ]                         |
| 프랑스                | 4         | [ 209 ]                         |
| 감비아                | 1         |                                 |
| 조지아                | 1         |                                 |
| 독일                  | 11        | [ 15 ]                          |
| 가나                  | 2         | [ 15 ]                          |
| 그리스                | 39        | [ 210 ]                         |
| 그레나다              | 1         |                                 |
| 과테말라              | 1         |                                 |
| 가이아나              | 22        | [ 194 ]                         |
| 아이티                | 7         | [ 194 ]                         |
| 온두라스              | 1         |                                 |
| 인도                  | 41        | [ 211 ]                         |
| 인도네시아            | 1         | [ 212 ]                         |
| 이란                  | 1         |                                 |
| 아일랜드              | 6         | [ 213 ] [ 214 ]                 |
| 이스라엘              | 5         | [ 215 ]                         |
| 이탈리아              | 10        | [ 216 ] [ 217 ]                 |
| 코트디부아르          | 1         |                                 |
| 자메이카              | 19        | [ 194 ] [ 218 ]                 |
| 일본                  | 24        | [ 204 ] [ 219 ]                 |
| 요르단                | 2         | [ 220 ] [ 221 ] [ 222 ]         |
| 카자흐스탄            | 1         |                                 |
| 케냐                  | 1         |                                 |
| 레바논                | 3         | [ 15 ]                          |
| 라이베리아            | 1         |                                 |
| 리투아니아            | 1         |                                 |
| 룩셈부르크            | 1         |                                 |
| 말레이시아            | 3         | [ 223 ]                         |
| 말리                  | 1         |                                 |
| 멕시코                | 16        | [ 15 ] [ 206 ]                  |
| 몰도바                | 1         |                                 |
| 네덜란드              | 1         |                                 |
| 뉴질랜드              | 2         | [ 224 ] [ 225 ]                 |
| 니카라과              | 1         |                                 |
| 나이지리아            | 1         |                                 |
| 노르웨이              | 1         |                                 |
| 파키스탄              | 8         | [ 226 ]                         |
| 파나마                | 1         |                                 |
| 파라과이              | 1         |                                 |
| 페루                  | 5         | [ 15 ]                          |
| 필리핀                | 16        | [ 227 ] [ 228 ]                 |
| 폴란드                | 6         | [ 15 ]                          |
| 포르투갈              | 5         | [ 229 ]                         |
| 루마니아              | 4         | [ 230 ]                         |
| 러시아                | 1         |                                 |
| 세인트키츠 네비스     | 1         |                                 |
| 세인트루시아          | 2         | [ 194 ]                         |
| 세인트빈센트 그레나딘 | 1         |                                 |
| 슬로바키아            | 1         |                                 |
| 남아프리카 공화국     | 2         | [ 15 ]                          |
| 대한민국              | 28        | [ 204 ] [ 231 ]                 |
| 스페인                | 1         | [ 232 ]                         |
| 스리랑카              | 1         | [ 233 ]                         |
| 스웨덴                | 1         | [ 234 ] [ 235 ]                 |
| 스위스                | 2         | [ 15 ]                          |
| 중화민국              | 1         |                                 |
| 태국                  | 2         | [ 236 ]                         |
| 토고                  | 1         |                                 |
| 트리니다드 토바고     | 14        | [ 194 ]                         |
| 튀르키예              | 1         |                                 |
| 우크라이나            | 1         | [ 237 ]                         |
| 영국                  | 67        | [ 204 ] [ 238 ] [ 239 ]         |
| 우루과이              | 1         | [ 240 ]                         |
| 우즈베키스탄          | 1         |                                 |
| 베네수엘라            | 1         |                                 |
| 베트남                | 1         |                                 |
| 예멘                  | 1         | [ 241 ]                         |
| 세르비아 몬테네그로   | 5         | [ 242 ] [ 243 ]                 |
| 잠비아                | 1         |                                 |
| 짐바브웨              | 1         |                                 |

### 테러 이후

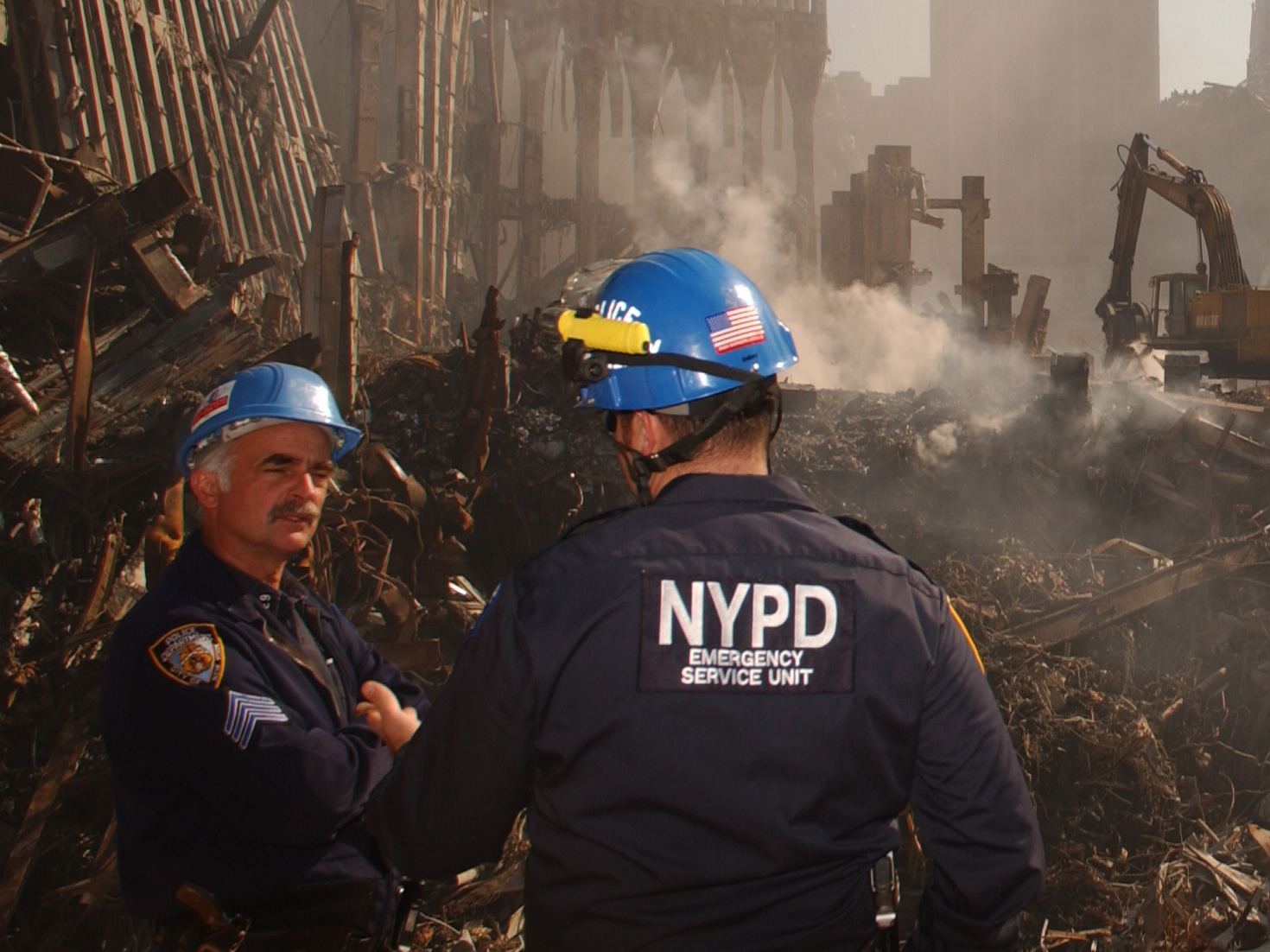
테러 5주 후 세계 무역 센터 부지에 있는 두 명의 NYPD 경찰관

테러 중과 그 이후에 그라운드 제로 주변에 많은 유독성 먼지, 잔해, 재가 집중되어 장기적인 건강 문제를 야기했다. 석면, 납, 수은과 같은 독성 물질이 공기와 잔해에 있었고, 많은 초기 대응자와 희생자는 당시 인공 호흡기를 착용하지 않았다.
2018년 보고서에 따르면, 공격 이후와 조사 과정에서 최소 15명의 FBI 요원이 암으로 사망한 것으로 밝혀졌다. 또한, 시나이 산 병원의 세계 무역 센터 보건 프로그램 의료 책임자는 2018년에 그라운드 제로에 있었던 약 10,000명의 초기 대응자 및 기타 사람들이 암에 걸렸으며, 이 중 2,000명 이상이 9/11 관련 질병으로 사망했다고 보고했다. 뉴욕 통일 소방관 협회는 또한 9/11 관련 질병으로 인해 170명 이상의 소방관이 사망했으며, 그라운드 제로에 있었던 소방관 8명 중 약 1명이 암에 걸렸다고 보고했다. 2001년 이후 뉴욕시에서 공격 관련 질병으로 최소 221명의 경찰관이 사망했다.
2020년, 뉴욕 경찰국은 247명의 경찰관이 9/11 관련 질병으로 사망했음을 확인했다. 2022년 9월, 뉴욕 소방청은 9/11 관련 질병으로 사망한 소방관의 총 수가 299명임을 확인했다. 두 기관 모두 향후 몇 년 안에 사망자 수가 급증할 것으로 예상한다. 뉴욕 뉴저지 항만공사가 부지를 소유하고 있기 때문에 세계 무역 센터에 관할권을 가진 법 집행 기관인 항만공사 경찰국(PAPD)은 4명의 경찰관이 9/11 관련 질병으로 사망했음을 확인했다. 당시 PAPD 국장이었던 조셉 모리스는 48시간 이내에 모든 PAPD 경찰관에게 산업용 인공 호흡기가 제공되도록 조치했으며, 동일한 30~40명의 경찰관이 세계 무역 센터 잔해 현장에 배치되도록 결정하여 공기에 노출될 총 PAPD 인원 수를 대폭 줄였다. 뉴욕 소방청과 뉴욕 경찰국은 뉴욕시 전역에서 수백, 아니 수천 명의 다른 인력을 잔해 현장에 교대로 배치하여 수년 또는 수십 년 후에 암이나 다른 질병에 걸릴 수 있는 먼지에 많은 사람들이 노출되었다. 또한, 그들은 미래의 질병을 예방할 수 있는 적절한 인공 호흡기 및 호흡 장비를 제공받지 못했다.
2023년 9월 25일, 뉴욕 소방청은 응급구조사 힐다 반나타와 퇴역 소방관 로버트 풀코의 사망으로 9/11 관련 질병으로 인한 사망자가 342명과 343명이 되어, 9/11 당일 사망한 소방관, 응급구조사, 민간인 대원 수와 동일하게 되었다고 보고했다.

## 법의학적 신원 확인
많은 양의 잔해와 타워의 규모로 인해 테러로 사망한 많은 사람들의 시신이 온전하게 발견되지 않았다. 약 2,753명의 사망자 중 그라운드 제로에서 회수된 완전한 시신은 174구에 불과하다고 보고되었다. 많은 파편은 회수된 신발이나 옷 조각, 또는 큰 잔해로 만들어진 주머니에서 발견되었으며, 그라운드 제로에서 19,979개의 파편이 회수되었다.
신원 확인은 개인 물품(칫솔/빗), 보관된 생물학적 샘플, 친척 또는 다른 확인된 유해로부터 얻은 샘플을 통해 참조 샘플의 DNA 프로파일과 인간 유해에서 발견된 샘플을 비교하여 이루어질 수 있다. 건물 붕괴로 인한 극심한 열, 압력, 오염으로 인해 일부 DNA가 손상되어 사용할 수 없게 되었다. 일부 시신 파편은 8개월에서 10개월 동안 잔해 속에 남아 있어 샘플이 손상되기도 했다. 이에 대응하여 검시관 사무실과 다른 과학 단체는 뼈 파편을 처리하는 새로운 기술을 개발했다. AP 통신은 검시관 사무실이 "사망자 목록과 일치하지 않는 약 10,000개의 미확인 뼈 및 조직 파편"을 보유하고 있다고 보도했다. 2006년에도 파손된 도이체 방크 건물을 철거 준비 중인 작업자가 뼈 파편을 계속해서 발견했다.
DNA를 추출하기 위해 의료 검시관은 파편을 분쇄하고, 추출된 DNA를 희생자 및 그들의 친척으로부터 얻은 유전 물질 컬렉션과 비교하며, 과학자는 희생자를 식별하기 위해 뼈 파편을 여러 번 재검토한다.

### 신원 확인

#### 2010년대
2012년 9월 11일 기준 테러와 관련하여 총 2,753건의 사망진단서가 제출되었다. 이 중 1,588명(58%)은 회수된 물리적 유해로부터 법의학적으로 신원이 확인되었다.
2013년 4월 17일, 스태튼아일랜드의 프레시 킬스 매립지에서 재분류 작업 후 5개의 가능한 유해가 회수되었다. 검시관은 이틀 후 테러 희생자의 유해 가능성이 있는 증거도 회수되었다고 밝혔다. 2013년 6월 21일, 검시관 사무실은 현장에서 수집된 잔해의 DNA 검사 결과 43세 여성을 1,637번째 희생자로 확인하여 희생자 목록과 일치시켰다. 가족의 요청에 따라 이름은 공개되지 않았다. 2013년 7월 5일, 검시관 사무실은 재검사 후 FDNY 소방관 제프리 P. 왈츠 중위(37세)의 유해를 확인했다. 유해는 테러 몇 달 후에 회수되었으며, 1,638번째로 법의학적으로 신원이 확인된 희생자로 기록되었다.
2017년 8월 7일, 검시관 사무실은 1,641번째 희생자의 신원을 확인했다. 희생자는 2001년에 회수된 유해에서 DNA를 재검사하여 신원이 확인되었다. 2017년에는 1,641명, 즉 희생자의 60% 미만의 유해가 확인되었다고 보고되었다. 2018년 7월 25일, 검시관 사무실은 1,642번째 희생자의 신원을 확인했다. 26세 스콧 마이클 존슨은 2001년에 회수된 유해에서 DNA를 재검사하여 신원이 확인되었다. 2019년 10월 기준 그 해 동안 3명의 추가 희생자가 성공적으로 확인되어 총 확인된 희생자 수는 1,645명에 달했다. 세계 무역 센터 테러로 사망한 사람들 중 40%에 해당하는 1,108명의 희생자는 아직 신원이 확인되지 않았다.

#### 2020년대
2021년, 9·11 테러 20주년 4일 전, 뉴욕 시 검시관실은 1,646번째 및 1,647번째 신원 확인 대상자가 롱아일랜드 햄프스테드의 도로시 모건과 가족의 요청으로 신원이 비공개된 익명의 남성이라고 발표했다.
2023년 9월 8일, 뉴욕 시 검시관실은 새로운 DNA 기술을 사용하여 두 명을 추가로 확인했다고 발표했다. 법의학적으로 확인된 1,648번째와 1,649번째 희생자의 신원은 희생자 가족의 요청에 따라 공개되지 않았다. 2023년 9월 11일 기준 1,104명의 희생자가 아직 확인되지 않았다.

## 같이 보기
- 9·11 테러 사망자 목록
- 9·11 테러로 인한 보건 영향
- 앨리샤 에스테베 헤드 - 9·11 테러 생존자를 자처했으나 나중에 사기꾼으로 밝혀짐
- 헨리크 시비아크 살해 사건 - 2001년 9월 11일 뉴욕 시에서 기록된 9.11 테러를 제외한 유일한 살인 사건
- 평화로운 내일을 위한 9월 11일 가족들
- 세계 무역 센터 보건 프로그램

## 내용주
1. ↑  정확한 수치는 알 수 없다. 일부 출처에서는 6,000명[1]이 부상을 입었다고 하며, 다른 출처에서는 25,000명까지 언급한다.[2]
2. ↑  종종 역사상 두 번째로 사망자가 많은 테러로 평가되는 2014년 캠프 스파이허 학살은 1,095명에서 1,700명 사이의 사망자를 냈다고 알려져 있다.[8] 이 추정치의 상한선은 아메리칸 항공 11편 납치 및 추락 사건과 맞먹는데, 이 사건으로 비행기에서 92명, 북쪽 타워 및 그 주변에서 1,600명 이상이 사망하여 총 1,700명으로 추정된다. 그러나 캠프 스파이허 학살의 실제 사망자 수가 알려지기 전까지는 유나이티드 항공 11편의 자살 납치 사건이 기록상 가장 사망자가 많은 테러였다.
3. ↑  NIST 보고서는 남쪽 타워 동쪽 면에서 떨어진 3명의 희생자를 문서화했으며, 이 중 1명은 균형을 잃거나 뛰어내렸고,[144] 이어서 2명은 아래로 기어 내려가려고 시도했다.[145][146] 이 3명 중 1명 또는 가능한 네 번째 희생자가 소방관 대니 수르에게 떨어져 사망했으며, 이는 웨스트 스트리트와 리버티 스트리트 교차점 근처에서 발생한 것으로 보인다.[76]
4. ↑  종교가 기재된 희생자 1,700명에 대한 조사에 따르면 약 10%가 유대인으로, 총 270명 정도인 것으로 나타났다. 희생자들의 성을 기준으로 한 조사에서는 약 400명(15.5%)이 유대인일 가능성이 있는 것으로 나타났다. 공개 추모식이 열린 캔터 피츠제럴드 직원 390명(사망자 658명 중)에 대한 조사에서는 49명이 유대인(12.5%)인 것으로 밝혀졌다. 2002년 미국 유대인 연감에 따르면 뉴욕주의 인구 중 9%가 유대인이었다. WTC 희생자의 64%는 뉴욕주에 거주했다.[162]
5. ↑  아메리칸 항공 11편과 유나이티드 항공 93편에서 조종사가 납치 과정에서 살해당했다고 추정되지만, 확정적으로 확인되지는 않았다.

## 더 읽어보기
- “The Injured: A Fireball, a Prayer to Die, Then an Uphill Battle for Life”. 《The New York Times》. 2001년 10월 17일.
- “The Battery Is Down, All Right; Once Happily Isolated, an Area Is Now Badly Crippled”. 《The New York Times》. 2001년 10월 3일.
- “THE MOURNER: In a Landscape of Sadness, Offering Just Her Presence”. 《The New York Times》. 2001년 10월 1일. 180명 직원 중 67명을 잃은 샌들러 오닐 설립자의 아내 캐롤 오닐의 이야기.
- “THE TRADE CENTER: The Evacuation That Kept a Horrible Toll From Climbing Higher”. 《The New York Times》. 2001년 9월 21일.
- “190 Feared Dead at the Pentagon”. 《The New York Times》. AP.
- “Hopes Are Raised, and Dashed, About Rescue of Firefighters”. 《The New York Times》. 2011년 9월 13일.
- 《Inside the Twin Towers》. Discovery Channel. 2008년 9월 17일에 원본 문서에서 보존된 문서.
- “Collateral Damage, The forgotten Muslim victims of 11 September 2001”. 《The Independent》. 2001년 10월 11일.
- Fussman, Cal (2017년 9월 11일). “"I Now Know What It's Like to Have A 110-Story Building Come Down on My Head." An unforgettable story of survival and rebirth on the anniversary of 9/11”. 《Medium》.